# Kwalificatiefase voor het hoofdtoernooi van de UEFA Champions League 2025/26
De kwalificatiefase voor het hoofdtoernooi van de UEFA Champions League 2025/26 begon op 8 juli en eindigt op 27 augustus 2025. Aan de kwalificatiefase nemen 53 teams deel, waarvan er 7 zich plaatsen voor het hoofdtoernooi.

## Opzet
In de kwalificatiefase worden er in vier ronden telkens knock-outwedstrijden gespeeld tussen twee clubs over twee wedstrijden, waarbij elke club één thuiswedstrijd en één uitwedstrijd speelt. De winnende clubs kwalificeren zich voor de volgende ronde, en uiteindelijk voor het hoofdtoernooi. Bij een gelijke stand over twee wedstrijden wordt er een verlenging en eventueel een strafschoppenserie gespeeld. De kwalificatiefase is verdeeld in een kampioensroute, met clubs die zich als kampioen plaatsten voor de UEFA Champions League, en een niet-kampioensroute, met clubs die zich met een tweede, derde of vierde plek in hun competitie plaatsten voor de UEFA Champions League.
Voorafgaand aan iedere ronde wordt er een loting gehouden, waarbij clubs op basis van UEFA-coëfficiënten worden verdeeld tussen geplaatste en ongeplaatste potten: geplaatste clubs worden gekoppeld aan ongeplaatste clubs. Bij de loting wordt ook de volgorde van de wedstrijden bepaald. De loting wordt uitgevoerd door willekeurig en handmatig balletjes met clubnamen uit een pot te halen en dat vervolgens te doen bij een andere pot om twee clubs aan elkaar te koppelen. Als een deelnemende club nog niet bekend is doordat er nog een wedstrijd van de vorige ronde gespeeld moet worden, wordt het hoogste coëfficiënt van de twee betrokken clubs gebruikt. Voorafgaand aan de lotingen kan de UEFA de clubs via een voorloting opdelen in groepen om de loting gemakkelijker te laten verlopen. Clubs uit Kosovo konden geen clubs loten uit Bosnië en Herzegovina of Servië, terwijl clubs uit Oekraïne geen clubs kunnen loten uit Rusland en Wit-Rusland. Ook kunnen clubs uit Armenië en Azerbeidzjan niet aan elkaar gekoppeld worden en worden clubs uit Gibraltar en Spanje uit elkaar gehouden. De UEFA kan de data of tijdstippen van wedstrijden na de loting aanpassen als dat nodig is.

## Data
Wedstrijden in de UEFA Champions League worden in het algemeen op dinsdagen en woensdagen gespeeld. De lotingen vonden plaats in het UEFA-hoofdkwartier in Nyon.
| Fase             | Ronde                    | Loting          | Wedstrijden            | Wedstrijden            |
| Fase             | Ronde                    | Loting          | Heenwedstrijden        | Terugwedstrijden       |
| ---------------- | ------------------------ | --------------- | ---------------------- | ---------------------- |
| Kwalificatiefase | Eerste kwalificatieronde | 17 juni 2025    | 8 en 9 juli 2025       | 15 en 16 juli 2025     |
| Kwalificatiefase | Tweede kwalificatieronde | 18 juni 2025    | 22 en 23 juli 2025     | 29 en 30 juli 2025     |
| Kwalificatiefase | Derde kwalificatieronde  | 21 juli 2025    | 5 en 6 augustus 2025   | 12 augustus 2025       |
| Kwalificatiefase | Play-offronde            | 4 augustus 2025 | 19 en 20 augustus 2025 | 26 en 27 augustus 2025 |

## Deelnemende clubs
In totaal nemen 53 clubs deel aan de kwalificatiefase:
- 42 teams in de kampioensroute:
  - 42 kampioenen van voetbalbonden 11–55, exclusief Griekenland[noot 1], Rusland[noot 2] en Liechtenstein[noot 3]
- 11 teams in de niet-kampioensroute:
  - 9 nummers 2 van voetbalbonden 7–15
  - 1 nummer 3 van voetbalbond 6
  - 1 nummer 4 van voetbalbond 5

Onderstaand tabel weergeeft alle deelnemende clubs en de ronde waarin zij instromen.
| Route           | Eerste kwalificatieronde | Tweede kwalificatieronde | Derde kwalificatieronde | Play-offronde |
| --------------- | ------------------------ | ------------------------ | ----------------------- | ------------- |
| Kampioenen      | Malmö FF3                | FC Kopenhagen            |                         | Celtic FC     |
| Kampioenen      | FCSB2                    | Maccabi Tel Aviv2        | Sturm Graz              |               |
| Kampioenen      | PFK Loedogorets3         | Dynamo Kiev3             | FC Basel                |               |
| Kampioenen      | Olimpija Ljubljana1      | Rode Ster Belgrado       | FK Bodø/Glimt           |               |
| Kampioenen      | Milsami Orhei1           | HNK Rijeka2              |                         |               |
| Kampioenen      | KF Drita2                | Lech Poznań3             |                         |               |
| Kampioenen      | Kairat Almaty            | Paphos FC                |                         |               |
| Kampioenen      | KuPS2                    | Ferencváros              |                         |               |
| Kampioenen      | Shelbourne FC2           | FK Qarabağ               |                         |               |
| Kampioenen      | FC Noah2                 | Slovan Bratislava3       |                         |               |
| Kampioenen      | FK RFS2                  |                          |                         |               |
| Kampioenen      | Víkingur Gøta1           |                          |                         |               |
| Kampioenen      | Zrinjski Mostar2         |                          |                         |               |
| Kampioenen      | Breiðablik Kópavogur2    |                          |                         |               |
| Kampioenen      | Linfield FC1             |                          |                         |               |
| Kampioenen      | Differdange 031          |                          |                         |               |
| Kampioenen      | FK Žalgiris1             |                          |                         |               |
| Kampioenen      | Ħamrun Spartans2         |                          |                         |               |
| Kampioenen      | Iberia 19991             |                          |                         |               |
| Kampioenen      | KF Egnatia1              |                          |                         |               |
| Kampioenen      | Levadia Tallinn1         |                          |                         |               |
| Kampioenen      | Dinamo Minsk1            |                          |                         |               |
| Kampioenen      | KF Shkëndija3            |                          |                         |               |
| Kampioenen      | Inter Club d'Escaldes1   |                          |                         |               |
| Kampioenen      | The New Saints1          |                          |                         |               |
| Kampioenen      | Budućnost Podgorica1     |                          |                         |               |
| Kampioenen      | Lincoln Red Imps2        |                          |                         |               |
| Kampioenen      | SS Virtus1               |                          |                         |               |
| Niet-kampioenen |                          | Viktoria Pilsen3         | OGC Nice3               |               |
| Niet-kampioenen | Rangers FC               | Feyenoord3               |                         |               |
| Niet-kampioenen | Servette FC2             | SL Benfica               |                         |               |
| Niet-kampioenen | Red Bull Salzburg3       | Club Brugge              |                         |               |
| Niet-kampioenen | SK Brann2                | Fenerbahçe SK            |                         |               |
| Niet-kampioenen | Panathinaikos FC2        |                          |                         |               |

| Legenda | |
| 1       | Uitgeschakeld in de eerste kwalificatieronde, stroomt door naar de tweede kwalificatieronde van de UEFA Conference League |
| 2       | Uitgeschakeld in de tweede kwalificatieronde, stroomt door naar de derde kwalificatieronde van de UEFA Europa League      |
| 3       | Uitgeschakeld in de derde kwalificatieronde, stroomt door naar de play-offronde van de UEFA Europa League                 |
| 3       | Uitgeschakeld in de derde kwalificatieronde, stroomt door naar het hoofdtoernooi van de UEFA Europa League                |

## Eerste kwalificatieronde
Aan de eerste kwalificatieronde namen 28 instromende teams deel:
- 28 kampioenen van voetbalbonden 25–27 en 30–55, exclusief Liechtenstein,[noot 3] Azerbeidzjan en Slowakije[noot 1]

De loting vond plaats op 17 juni 2025. De heenwedstrijden werden gespeeld op 8 en 9 juli 2025, de terugwedstrijden op 15 en 16 juli 2025. De verliezende clubs stroomden door naar de tweede kwalificatieronde in de kampioensroute van de UEFA Conference League. De eerste kwalificatieronde viel volledig onder de kampioensroute.

### Potindeling
| Geplaatst            | Geplaatst |
| Team                 | Coëff.    |
| -------------------- | --------- |
| PFK Loedogorets      | 24.000    |
| FCSB                 | 22.500    |
| Olimpija Ljubljana   | 17.375    |
| Malmö FF             | 14.500    |
| FK Žalgiris          | 12.000    |
| FK RFS               | 11.000    |
| Zrinjski Mostar      | 10.000    |
| Lincoln Red Imps     | 10.000    |
| KuPS                 | 10.000    |
| The New Saints       | 09.000    |
| KF Drita             | 09.000    |
| Breiðablik Kópavogur | 09.000    |
| Linfield FC          | 08.500    |
| Budućnost Podgorica  | 08.000    |

| Ongeplaatst           | Ongeplaatst |
| Team                  | Coëff.      |
| --------------------- | ----------- |
| Inter Club d'Escaldes | 7.500       |
| KF Shkëndija          | 7.500       |
| Levadia Tallinn       | 6.500       |
| Dinamo Minsk          | 6.000       |
| Ħamrun Spartans       | 6.000       |
| Milsami Orhei         | 5.500       |
| Kairat Almaty         | 5.500       |
| FC Noah               | 5.000       |
| Differdange 03        | 5.000       |
| Iberia 1999           | 4.500       |
| Víkingur Gøta         | 4.000       |
| Shelbourne FC         | 2.993       |
| KF Egnatia            | 2.500       |
| SS Virtus             | 1.500       |

| Legendakleuren in de tabel                                                                          |
| Winnaars, gaan door naar de tweede kwalificatieronde (kampioensroute)                               |
| Uitgeschakeld, gaan naar de tweede kwalificatieronde van de UEFA Conference League (kampioensroute) |

### Voorloting
| Groep 1        | Groep 1         |
| Geplaatst      | Ongeplaatst     |
| -------------- | --------------- |
| Malmö FF       | KF Shkëndija    |
| FK Žalgiris    | Levadia Tallinn |
| FK RFS         | Ħamrun Spartans |
| KuPS           | Milsami Orhei   |
| The New Saints | Iberia 1999     |

| Groep 2              | Groep 2               |
| Geplaatst            | Ongeplaatst           |
| -------------------- | --------------------- |
| FCSB                 | Inter Club d'Escaldes |
| Lincoln Red Imps     | Differdange 03        |
| KF Drita             | Víkingur Gøta         |
| Breiðablik Kópavogur | Shelbourne FC         |
| Linfield FC          | KF Egnatia            |

| Groep 3             | Groep 3       |
| Geplaatst           | Ongeplaatst   |
| ------------------- | ------------- |
| PFK Loedogorets     | Dinamo Minsk  |
| Olimpija Ljubljana  | Kairat Almaty |
| Zrinjski Mostar     | FC Noah       |
| Budućnost Podgorica | SS Virtus     |

### Overzicht
Alle onderstaande uitslagen staan in het perspectief van team 1.
| Team 1             | Tot.               | Team 2                | 1e wedstr. | 2e wedstr. |
| ------------------ | ------------------ | --------------------- | ---------- | ---------- |
| FK Žalgiris        | 2 – 2 (10–11 pen.) | Ħamrun Spartans       | 2 – 0      | 0 – 2 n.v. |
| KuPS               | 1 – 0              | Milsami Orhei         | 1 – 0      | 0 – 0      |
| The New Saints     | 1 – 2              | KF Shkëndija          | 0 – 0      | 1 – 2 n.v. |
| Iberia 1999        | 2 – 6              | Malmö FF              | 1 – 3      | 1 – 3      |
| Levadia Tallinn    | 0 – 2              | FK RFS                | 0 – 1      | 0 – 1      |
| KF Drita           | 4 – 2              | Differdange 03        | 1 – 0      | 3 – 2      |
| Víkingur Gøta      | 2 – 4              | Lincoln Red Imps      | 2 – 3      | 0 – 1      |
| KF Egnatia         | 1 – 5              | Breiðablik Kópavogur  | 1 – 0      | 0 – 5      |
| Shelbourne FC      | 2 – 1              | Linfield FC           | 1 – 0      | 1 – 1      |
| FCSB               | 4 – 3              | Inter Club d'Escaldes | 3 – 1      | 1 – 2      |
| SS Virtus          | 1 – 4              | Zrinjski Mostar       | 0 – 2      | 1 – 2      |
| Olimpija Ljubljana | 1 – 3              | Kairat Almaty         | 1 – 1      | 0 – 2      |
| FC Noah            | 3 – 2              | Budućnost Podgorica   | 1 – 0      | 2 – 2      |
| PFK Loedogorets    | 3 – 2              | Dinamo Minsk          | 1 – 0      | 2 – 2 n.v. |

### Wedstrijden
|                                         |                     |         |                 | |
| 9 juli 2025 19:00 (UTC+3) 18:00 (UTC+2) | FK Žalgiris         | 2 – 0   | Ħamrun Spartans | Stadion: LFF-stadion, Vilnius Toeschouwers: 3.176 Scheidsrechter: Sandi Putros Video-assistent: Jakob Kehlet AVAR: Danny Kolding |
| 9 juli 2025 19:00 (UTC+3) 18:00 (UTC+2) | Antal 59' Hadji 85' | Verslag |                 | Stadion: LFF-stadion, Vilnius Toeschouwers: 3.176 Scheidsrechter: Sandi Putros Video-assistent: Jakob Kehlet AVAR: Danny Kolding |
| 9 juli 2025 19:00 (UTC+3) 18:00 (UTC+2) |                     |         |                 | Stadion: LFF-stadion, Vilnius Toeschouwers: 3.176 Scheidsrechter: Sandi Putros Video-assistent: Jakob Kehlet AVAR: Danny Kolding |
| 9 juli 2025 19:00 (UTC+3) 18:00 (UTC+2) |                     |         |                 | Stadion: LFF-stadion, Vilnius Toeschouwers: 3.176 Scheidsrechter: Sandi Putros Video-assistent: Jakob Kehlet AVAR: Danny Kolding |
|                                         |                     |         |                 | |

| | |                           | | |
| 15 juli 2025 19:00 (UTC+2) | Ħamrun Spartans | 2 – 0 (n.v.) 11 – 10 pen. | FK Žalgiris | Stadion: Centenarystadion, Ta' Qali Toeschouwers: 1.247 Scheidsrechter: Matteo Marcenaro Video-assistent: Daniele Doveri AVAR: Federico La Penna |
| 15 juli 2025 19:00 (UTC+2) | Thioune 35' Mbong 41'                                                                                                | Verslag                   | 24', 114' Radenović                                                                                              | Stadion: Centenarystadion, Ta' Qali Toeschouwers: 1.247 Scheidsrechter: Matteo Marcenaro Video-assistent: Daniele Doveri AVAR: Federico La Penna |
| 15 juli 2025 19:00 (UTC+2) | Strafschoppen |                           | | Stadion: Centenarystadion, Ta' Qali Toeschouwers: 1.247 Scheidsrechter: Matteo Marcenaro Video-assistent: Daniele Doveri AVAR: Federico La Penna |
| 15 juli 2025 19:00 (UTC+2) | Emerson Čadjenović El Fanis Polito Jonny Thioune Micallef Camenzuli Bjeličić Bonello Emerson Jonny Polito Čadjenović |                           | Antal Salčinovic Moutachy Ofori Mihajlović Dumančič Youla Devens Lukaševič Olses Antal Salčinovic Moutachy Ofori | Stadion: Centenarystadion, Ta' Qali Toeschouwers: 1.247 Scheidsrechter: Matteo Marcenaro Video-assistent: Daniele Doveri AVAR: Federico La Penna |
| Bijz.: Ħamrun Spartans speelde over twee wedstrijden gelijk met een totaalscore van 2 – 2, maar won de penaltyserie met 11 – 10. | |                           | | |

|                                         |            |         |               | |
| 8 juli 2025 18:00 (UTC+3) 17:00 (UTC+2) | KuPS       | 1 – 0   | Milsami Orhei | Stadion: Kuopiostadion, Kuopio Toeschouwers: 2.316 Scheidsrechter: Vitālijs Spasjoņņikovs Video-assistent: Andrejs Gluhovs AVAR: Jevgenijs Keziks |
| 8 juli 2025 18:00 (UTC+3) 17:00 (UTC+2) | Ruoppi 73' | Verslag |               | Stadion: Kuopiostadion, Kuopio Toeschouwers: 2.316 Scheidsrechter: Vitālijs Spasjoņņikovs Video-assistent: Andrejs Gluhovs AVAR: Jevgenijs Keziks |
| 8 juli 2025 18:00 (UTC+3) 17:00 (UTC+2) |            |         |               | Stadion: Kuopiostadion, Kuopio Toeschouwers: 2.316 Scheidsrechter: Vitālijs Spasjoņņikovs Video-assistent: Andrejs Gluhovs AVAR: Jevgenijs Keziks |
| 8 juli 2025 18:00 (UTC+3) 17:00 (UTC+2) |            |         |               | Stadion: Kuopiostadion, Kuopio Toeschouwers: 2.316 Scheidsrechter: Vitālijs Spasjoņņikovs Video-assistent: Andrejs Gluhovs AVAR: Jevgenijs Keziks |
|                                         |            |         |               | |

|                                                                      |               |       |      | |
| 15 juli 2025 20:00 (UTC+3) 19:00 (UTC+2)                             | Milsami Orhei | 0 – 0 | KuPS | Stadion: CSR Orhei, Orhei Toeschouwers: 3.105 Scheidsrechter: Mihály Káprály Video-assistent: István Vad AVAR: Ferenc Karakó |
| 15 juli 2025 20:00 (UTC+3) 19:00 (UTC+2)                             | Verslag       |       |      | Stadion: CSR Orhei, Orhei Toeschouwers: 3.105 Scheidsrechter: Mihály Káprály Video-assistent: István Vad AVAR: Ferenc Karakó |
| 15 juli 2025 20:00 (UTC+3) 19:00 (UTC+2)                             |               |       |      | Stadion: CSR Orhei, Orhei Toeschouwers: 3.105 Scheidsrechter: Mihály Káprály Video-assistent: István Vad AVAR: Ferenc Karakó |
| 15 juli 2025 20:00 (UTC+3) 19:00 (UTC+2)                             |               |       |      | Stadion: CSR Orhei, Orhei Toeschouwers: 3.105 Scheidsrechter: Mihály Káprály Video-assistent: István Vad AVAR: Ferenc Karakó |
| Bijz.: KuPS won over twee wedstrijden met een totaalscore van 1 – 0. |               |       |      | |

|                                         |                |       |              | |
| 8 juli 2025 19:00 (UTC+1) 20:00 (UTC+2) | The New Saints | 0 – 0 | KF Shkëndija | Stadion: Park Hallstadion, Oswestry Toeschouwers: 1.090 Scheidsrechter: Rob Hennessy Video-assistent: Jeroen Manschot AVAR: Clay Ruperti |
| 8 juli 2025 19:00 (UTC+1) 20:00 (UTC+2) | Verslag        |       |              | Stadion: Park Hallstadion, Oswestry Toeschouwers: 1.090 Scheidsrechter: Rob Hennessy Video-assistent: Jeroen Manschot AVAR: Clay Ruperti |
| 8 juli 2025 19:00 (UTC+1) 20:00 (UTC+2) |                |       |              | Stadion: Park Hallstadion, Oswestry Toeschouwers: 1.090 Scheidsrechter: Rob Hennessy Video-assistent: Jeroen Manschot AVAR: Clay Ruperti |
| 8 juli 2025 19:00 (UTC+1) 20:00 (UTC+2) |                |       |              | Stadion: Park Hallstadion, Oswestry Toeschouwers: 1.090 Scheidsrechter: Rob Hennessy Video-assistent: Jeroen Manschot AVAR: Clay Ruperti |
|                                         |                |       |              | |

|                                                                              |                                |              |                | |
| 15 juli 2025 20:00 (UTC+2)                                                   | KF Shkëndija                   | 2 – 1 (n.v.) | The New Saints | Stadion: Toše Proeskiarena, Skopje Toeschouwers: 2.589 Scheidsrechter: Sajat Karabajev Video-assistent: Michael Salisbury AVAR: Daniyar Sakhi |
| 15 juli 2025 20:00 (UTC+2)                                                   | Tamba 18' Bodenham 116' (e.d.) | Verslag      | 38' Williams   | Stadion: Toše Proeskiarena, Skopje Toeschouwers: 2.589 Scheidsrechter: Sajat Karabajev Video-assistent: Michael Salisbury AVAR: Daniyar Sakhi |
| 15 juli 2025 20:00 (UTC+2)                                                   |                                |              |                | Stadion: Toše Proeskiarena, Skopje Toeschouwers: 2.589 Scheidsrechter: Sajat Karabajev Video-assistent: Michael Salisbury AVAR: Daniyar Sakhi |
| 15 juli 2025 20:00 (UTC+2)                                                   |                                |              |                | Stadion: Toše Proeskiarena, Skopje Toeschouwers: 2.589 Scheidsrechter: Sajat Karabajev Video-assistent: Michael Salisbury AVAR: Daniyar Sakhi |
| Bijz.: KF Shkëndija won over twee wedstrijden met een totaalscore van 2 – 1. |                                |              |                | |

|                                         |             |         |                                | |
| 8 juli 2025 20:00 (UTC+4) 18:00 (UTC+2) | Iberia 1999 | 1 – 3   | Malmö FF                       | Stadion: Micheil Meschistadion, Tbilisi Toeschouwers: 7.449 Scheidsrechter: Igor Stojčevski Video-assistent: Fran Jović AVAR: Ivan Vučković |
| 8 juli 2025 20:00 (UTC+4) 18:00 (UTC+2) | Rušević 86' | Verslag | 8' Busanello 58' Bolin 70' Ali | Stadion: Micheil Meschistadion, Tbilisi Toeschouwers: 7.449 Scheidsrechter: Igor Stojčevski Video-assistent: Fran Jović AVAR: Ivan Vučković |
| 8 juli 2025 20:00 (UTC+4) 18:00 (UTC+2) |             |         |                                | Stadion: Micheil Meschistadion, Tbilisi Toeschouwers: 7.449 Scheidsrechter: Igor Stojčevski Video-assistent: Fran Jović AVAR: Ivan Vučković |
| 8 juli 2025 20:00 (UTC+4) 18:00 (UTC+2) |             |         |                                | Stadion: Micheil Meschistadion, Tbilisi Toeschouwers: 7.449 Scheidsrechter: Igor Stojčevski Video-assistent: Fran Jović AVAR: Ivan Vučković |
|                                         |             |         |                                | |

|                                                                          |                          |         |                                  | |
| 15 juli 2025 19:00 (UTC+2)                                               | Malmö FF                 | 3 – 1   | Iberia 1999                      | Stadion: Eleda Stadion, Malmö Toeschouwers: 13.819 Scheidsrechter: Romain Lissorgue Video-assistent: Eric Wattellier AVAR: Marc Bollengier |
| 15 juli 2025 19:00 (UTC+2)                                               | Ali 55', 89' Jansson 60' | Verslag | 62' Mamageishvili 90+3' Dzagania | Stadion: Eleda Stadion, Malmö Toeschouwers: 13.819 Scheidsrechter: Romain Lissorgue Video-assistent: Eric Wattellier AVAR: Marc Bollengier |
| 15 juli 2025 19:00 (UTC+2)                                               |                          |         |                                  | Stadion: Eleda Stadion, Malmö Toeschouwers: 13.819 Scheidsrechter: Romain Lissorgue Video-assistent: Eric Wattellier AVAR: Marc Bollengier |
| 15 juli 2025 19:00 (UTC+2)                                               |                          |         |                                  | Stadion: Eleda Stadion, Malmö Toeschouwers: 13.819 Scheidsrechter: Romain Lissorgue Video-assistent: Eric Wattellier AVAR: Marc Bollengier |
| Bijz.: Malmö FF won over twee wedstrijden met een totaalscore van 6 – 2. |                          |         |                                  | |

|                                         |                 |         |                  | |
| 8 juli 2025 19:30 (UTC+3) 18:30 (UTC+2) | Levadia Tallinn | 0 – 1   | FK RFS           | Stadion: A. Le Coq Arena, Tallinn Toeschouwers: 2.895 Scheidsrechter: Tom Owen Video-assistent: Jan Boterberg AVAR: Ella De Vries |
| 8 juli 2025 19:30 (UTC+3) 18:30 (UTC+2) |                 | Verslag | 56' (pen.) Panić | Stadion: A. Le Coq Arena, Tallinn Toeschouwers: 2.895 Scheidsrechter: Tom Owen Video-assistent: Jan Boterberg AVAR: Ella De Vries |
| 8 juli 2025 19:30 (UTC+3) 18:30 (UTC+2) |                 |         |                  | Stadion: A. Le Coq Arena, Tallinn Toeschouwers: 2.895 Scheidsrechter: Tom Owen Video-assistent: Jan Boterberg AVAR: Ella De Vries |
| 8 juli 2025 19:30 (UTC+3) 18:30 (UTC+2) |                 |         |                  | Stadion: A. Le Coq Arena, Tallinn Toeschouwers: 2.895 Scheidsrechter: Tom Owen Video-assistent: Jan Boterberg AVAR: Ella De Vries |
|                                         |                 |         |                  | |

|                                                                        |           |         |                 | |
| 15 juli 2025 20:00 (UTC+3) 19:00 (UTC+2)                               | FK RFS    | 1 – 0   | Levadia Tallinn | Stadion: Sporta Parks, Riga Toeschouwers: 1.700 Scheidsrechter: Andrei Chivulete Video-assistent: Sebastian Colțescu AVAR: Iulian Dima |
| 15 juli 2025 20:00 (UTC+3) 19:00 (UTC+2)                               | Panić 68' | Verslag |                 | Stadion: Sporta Parks, Riga Toeschouwers: 1.700 Scheidsrechter: Andrei Chivulete Video-assistent: Sebastian Colțescu AVAR: Iulian Dima |
| 15 juli 2025 20:00 (UTC+3) 19:00 (UTC+2)                               |           |         |                 | Stadion: Sporta Parks, Riga Toeschouwers: 1.700 Scheidsrechter: Andrei Chivulete Video-assistent: Sebastian Colțescu AVAR: Iulian Dima |
| 15 juli 2025 20:00 (UTC+3) 19:00 (UTC+2)                               |           |         |                 | Stadion: Sporta Parks, Riga Toeschouwers: 1.700 Scheidsrechter: Andrei Chivulete Video-assistent: Sebastian Colțescu AVAR: Iulian Dima |
| Bijz.: FK RFS won over twee wedstrijden met een totaalscore van 2 – 0. |           |         |                 | |

|                           |           |         |                | |
| 8 juli 2025 20:00 (UTC+2) | KF Drita  | 1 – 0   | Differdange 03 | Stadion: Fadil Vokrristadion, Pristina Toeschouwers: 4.156 Scheidsrechter: Zorbay Küçük Video-assistent: Onur Özütoprak AVAR: Erkan Engin |
| 8 juli 2025 20:00 (UTC+2) | Manaj 74' | Verslag |                | Stadion: Fadil Vokrristadion, Pristina Toeschouwers: 4.156 Scheidsrechter: Zorbay Küçük Video-assistent: Onur Özütoprak AVAR: Erkan Engin |
| 8 juli 2025 20:00 (UTC+2) |           |         |                | Stadion: Fadil Vokrristadion, Pristina Toeschouwers: 4.156 Scheidsrechter: Zorbay Küçük Video-assistent: Onur Özütoprak AVAR: Erkan Engin |
| 8 juli 2025 20:00 (UTC+2) |           |         |                | Stadion: Fadil Vokrristadion, Pristina Toeschouwers: 4.156 Scheidsrechter: Zorbay Küçük Video-assistent: Onur Özütoprak AVAR: Erkan Engin |
|                           |           |         |                | |

|                                                                          |                             |         |                           | |
| 15 juli 2025 20:00 (UTC+2)                                               | Differdange 03              | 2 – 3   | KF Drita                  | Stadion: Stade Municipal de la Ville de Differdange, Differdange Toeschouwers: 1.922 Scheidsrechter: Viktor Kopijevskyj Video-assistent: Oleksij Derevinskyj AVAR: Oleksandr Shandor |
| 15 juli 2025 20:00 (UTC+2)                                               | Brusco 28' Hadji 90' (pen.) | Verslag | 4', 17' Manaj 90+3' Tusha | Stadion: Stade Municipal de la Ville de Differdange, Differdange Toeschouwers: 1.922 Scheidsrechter: Viktor Kopijevskyj Video-assistent: Oleksij Derevinskyj AVAR: Oleksandr Shandor |
| 15 juli 2025 20:00 (UTC+2)                                               |                             |         |                           | Stadion: Stade Municipal de la Ville de Differdange, Differdange Toeschouwers: 1.922 Scheidsrechter: Viktor Kopijevskyj Video-assistent: Oleksij Derevinskyj AVAR: Oleksandr Shandor |
| 15 juli 2025 20:00 (UTC+2)                                               |                             |         |                           | Stadion: Stade Municipal de la Ville de Differdange, Differdange Toeschouwers: 1.922 Scheidsrechter: Viktor Kopijevskyj Video-assistent: Oleksij Derevinskyj AVAR: Oleksandr Shandor |
| Bijz.: KF Drita won over twee wedstrijden met een totaalscore van 4 – 2. |                             |         |                           | |

|                                         |                                                   |         |                                   | |
| 8 juli 2025 19:00 (UTC+1) 20:00 (UTC+2) | Víkingur Gøta                                     | 2 – 3   | Lincoln Red Imps                  | Stadion: Við Djúpumýrar, Klaksvík Toeschouwers: 740 Scheidsrechter: Lothar D'hondt Video-assistent: Quentin Pirard AVAR: Thibaud Nijssen |
| 8 juli 2025 19:00 (UTC+1) 20:00 (UTC+2) | Johansen 28' Vatnhamar 45+4' (pen.) Bárðarson 82' | Verslag | 19', 31' Lopes 38' (pen.) De Barr | Stadion: Við Djúpumýrar, Klaksvík Toeschouwers: 740 Scheidsrechter: Lothar D'hondt Video-assistent: Quentin Pirard AVAR: Thibaud Nijssen |
| 8 juli 2025 19:00 (UTC+1) 20:00 (UTC+2) |                                                   |         |                                   | Stadion: Við Djúpumýrar, Klaksvík Toeschouwers: 740 Scheidsrechter: Lothar D'hondt Video-assistent: Quentin Pirard AVAR: Thibaud Nijssen |
| 8 juli 2025 19:00 (UTC+1) 20:00 (UTC+2) |                                                   |         |                                   | Stadion: Við Djúpumýrar, Klaksvík Toeschouwers: 740 Scheidsrechter: Lothar D'hondt Video-assistent: Quentin Pirard AVAR: Thibaud Nijssen |
|                                         |                                                   |         |                                   | |

|                                                                                  |                  |         |               | |
| 15 juli 2025 17:30 (UTC+2)                                                       | Lincoln Red Imps | 1 – 0   | Víkingur Gøta | Stadion: Europa Point Stadium, Gibraltar Toeschouwers: 758 Scheidsrechter: Ben Mcmaster Video-assistent: Peter Bankes AVAR: Timothy Wood |
| 15 juli 2025 17:30 (UTC+2)                                                       | De Barr 90+6'    | Verslag |               | Stadion: Europa Point Stadium, Gibraltar Toeschouwers: 758 Scheidsrechter: Ben Mcmaster Video-assistent: Peter Bankes AVAR: Timothy Wood |
| 15 juli 2025 17:30 (UTC+2)                                                       |                  |         |               | Stadion: Europa Point Stadium, Gibraltar Toeschouwers: 758 Scheidsrechter: Ben Mcmaster Video-assistent: Peter Bankes AVAR: Timothy Wood |
| 15 juli 2025 17:30 (UTC+2)                                                       |                  |         |               | Stadion: Europa Point Stadium, Gibraltar Toeschouwers: 758 Scheidsrechter: Ben Mcmaster Video-assistent: Peter Bankes AVAR: Timothy Wood |
| Bijz.: Lincoln Red Imps won over twee wedstrijden met een totaalscore van 4 – 2. |                  |         |               | |

|                           |                                |         |                      | |
| 8 juli 2025 21:00 (UTC+2) | KF Egnatia                     | 1 – 0   | Breiðablik Kópavogur | Stadion: Egnatia Arena, Rrogozhinë Toeschouwers: 3.563 Scheidsrechter: Antoni Bandić Video-assistent: Nihad Ljajic AVAR: Amer Macić |
| 8 juli 2025 21:00 (UTC+2) | Gruda 90+2' Lushkja 60', 90+4' | Verslag |                      | Stadion: Egnatia Arena, Rrogozhinë Toeschouwers: 3.563 Scheidsrechter: Antoni Bandić Video-assistent: Nihad Ljajic AVAR: Amer Macić |
| 8 juli 2025 21:00 (UTC+2) |                                |         |                      | Stadion: Egnatia Arena, Rrogozhinë Toeschouwers: 3.563 Scheidsrechter: Antoni Bandić Video-assistent: Nihad Ljajic AVAR: Amer Macić |
| 8 juli 2025 21:00 (UTC+2) |                                |         |                      | Stadion: Egnatia Arena, Rrogozhinë Toeschouwers: 3.563 Scheidsrechter: Antoni Bandić Video-assistent: Nihad Ljajic AVAR: Amer Macić |
|                           |                                |         |                      | |

|                                                                                      |                                                        |         |            | |
| 15 juli 2025 19:00 (UTC+0) 21:00 (UTC+2)                                             | Breiðablik Kópavogur                                   | 5 – 0   | KF Egnatia | Stadion: Kópavogsvöllur, Kópavogur Toeschouwers: 1.150 Scheidsrechter: David Dickinson Video-assistent: Kevin Clancy AVAR: Greg Aitken |
| 15 juli 2025 19:00 (UTC+0) 21:00 (UTC+2)                                             | Thorsteinsson 16', 27' Einarsson 23', 38' Ómarsson 69' | Verslag |            | Stadion: Kópavogsvöllur, Kópavogur Toeschouwers: 1.150 Scheidsrechter: David Dickinson Video-assistent: Kevin Clancy AVAR: Greg Aitken |
| 15 juli 2025 19:00 (UTC+0) 21:00 (UTC+2)                                             |                                                        |         |            | Stadion: Kópavogsvöllur, Kópavogur Toeschouwers: 1.150 Scheidsrechter: David Dickinson Video-assistent: Kevin Clancy AVAR: Greg Aitken |
| 15 juli 2025 19:00 (UTC+0) 21:00 (UTC+2)                                             |                                                        |         |            | Stadion: Kópavogsvöllur, Kópavogur Toeschouwers: 1.150 Scheidsrechter: David Dickinson Video-assistent: Kevin Clancy AVAR: Greg Aitken |
| Bijz.: Breiðablik Kópavogur won over twee wedstrijden met een totaalscore van 5 – 1. |                                                        |         |            | |

|                                         |               |         |             | |
| 9 juli 2025 20:45 (UTC+1) 21:45 (UTC+2) | Shelbourne FC | 1 – 0   | Linfield FC | Stadion: Tolka Park, Dublin Toeschouwers: 3.655 Scheidsrechter: Luís Godinho Video-assistent: André Narciso AVAR: Bruno Esteves |
| 9 juli 2025 20:45 (UTC+1) 21:45 (UTC+2) | Odubeko 58'   | Verslag |             | Stadion: Tolka Park, Dublin Toeschouwers: 3.655 Scheidsrechter: Luís Godinho Video-assistent: André Narciso AVAR: Bruno Esteves |
| 9 juli 2025 20:45 (UTC+1) 21:45 (UTC+2) |               |         |             | Stadion: Tolka Park, Dublin Toeschouwers: 3.655 Scheidsrechter: Luís Godinho Video-assistent: André Narciso AVAR: Bruno Esteves |
| 9 juli 2025 20:45 (UTC+1) 21:45 (UTC+2) |               |         |             | Stadion: Tolka Park, Dublin Toeschouwers: 3.655 Scheidsrechter: Luís Godinho Video-assistent: André Narciso AVAR: Bruno Esteves |
|                                         |               |         |             | |

|                                                                               |                               |         |               | |
| 16 juli 2025 19:45 (UTC+1) 20:45 (UTC+2)                                      | Linfield FC                   | 1 – 1   | Shelbourne FC | Stadion: Windsor Park, Belfast Toeschouwers: 7.137 Scheidsrechter: Andrew Madley Video-assistent: Darren England AVAR: Nick Hopton |
| 16 juli 2025 19:45 (UTC+1) 20:45 (UTC+2)                                      | Shields 45+3' (pen.) Hall 64' | Verslag | 25' Coote     | Stadion: Windsor Park, Belfast Toeschouwers: 7.137 Scheidsrechter: Andrew Madley Video-assistent: Darren England AVAR: Nick Hopton |
| 16 juli 2025 19:45 (UTC+1) 20:45 (UTC+2)                                      |                               |         |               | Stadion: Windsor Park, Belfast Toeschouwers: 7.137 Scheidsrechter: Andrew Madley Video-assistent: Darren England AVAR: Nick Hopton |
| 16 juli 2025 19:45 (UTC+1) 20:45 (UTC+2)                                      |                               |         |               | Stadion: Windsor Park, Belfast Toeschouwers: 7.137 Scheidsrechter: Andrew Madley Video-assistent: Darren England AVAR: Nick Hopton |
| Bijz.: Shelbourne FC won over twee wedstrijden met een totaalscore van 2 – 1. |                               |         |               | |

|                                         |                                                 |         |                                 | |
| 9 juli 2025 20:30 (UTC+3) 19:30 (UTC+2) | FCSB                                            | 3 – 1   | Inter Club d'Escaldes           | Stadion: Stadionul Steaua, Boekarest Toeschouwers: 13.080 Scheidsrechter: Danilo Nikolić Video-assistent: Novak Simović AVAR: Lazar Lukić |
| 9 juli 2025 20:30 (UTC+3) 19:30 (UTC+2) | Miculescu 37' Olaru 45+3' (pen.) Ștefănescu 53' | Verslag | 61' (pen.) Mohedano 65' Rafinha | Stadion: Stadionul Steaua, Boekarest Toeschouwers: 13.080 Scheidsrechter: Danilo Nikolić Video-assistent: Novak Simović AVAR: Lazar Lukić |
| 9 juli 2025 20:30 (UTC+3) 19:30 (UTC+2) |                                                 |         |                                 | Stadion: Stadionul Steaua, Boekarest Toeschouwers: 13.080 Scheidsrechter: Danilo Nikolić Video-assistent: Novak Simović AVAR: Lazar Lukić |
| 9 juli 2025 20:30 (UTC+3) 19:30 (UTC+2) |                                                 |         |                                 | Stadion: Stadionul Steaua, Boekarest Toeschouwers: 13.080 Scheidsrechter: Danilo Nikolić Video-assistent: Novak Simović AVAR: Lazar Lukić |
|                                         |                                                 |         |                                 | |

|                                                                      |                       |         |               | |
| 15 juli 2025 20:30 (UTC+2)                                           | Inter Club d'Escaldes | 2 – 1   | FCSB          | Stadion: Estadi Encamp, Encamp Toeschouwers: 509 Scheidsrechter: Ishmael Barbara Video-assistent: Michael Fabbri AVAR: Davide Ghersini |
| 15 juli 2025 20:30 (UTC+2)                                           | Andreu 67' Llovet 88' | Verslag | 51' Radunović | Stadion: Estadi Encamp, Encamp Toeschouwers: 509 Scheidsrechter: Ishmael Barbara Video-assistent: Michael Fabbri AVAR: Davide Ghersini |
| 15 juli 2025 20:30 (UTC+2)                                           |                       |         |               | Stadion: Estadi Encamp, Encamp Toeschouwers: 509 Scheidsrechter: Ishmael Barbara Video-assistent: Michael Fabbri AVAR: Davide Ghersini |
| 15 juli 2025 20:30 (UTC+2)                                           |                       |         |               | Stadion: Estadi Encamp, Encamp Toeschouwers: 509 Scheidsrechter: Ishmael Barbara Video-assistent: Michael Fabbri AVAR: Davide Ghersini |
| Bijz.: FCSB won over twee wedstrijden met een totaalscore van 4 – 3. |                       |         |               | |

|                           |           |         |                         | |
| 8 juli 2025 21:00 (UTC+2) | SS Virtus | 0 – 2   | Zrinjski Mostar         | Stadion: Olympisch Stadion, Serravalle Toeschouwers: 864 Scheidsrechter: Roman Jitari Video-assistent: Benoît Millot AVAR: Mathieu Vernice |
| 8 juli 2025 21:00 (UTC+2) |           | Verslag | 45' (pen.), 79' Bilbija | Stadion: Olympisch Stadion, Serravalle Toeschouwers: 864 Scheidsrechter: Roman Jitari Video-assistent: Benoît Millot AVAR: Mathieu Vernice |
| 8 juli 2025 21:00 (UTC+2) |           |         |                         | Stadion: Olympisch Stadion, Serravalle Toeschouwers: 864 Scheidsrechter: Roman Jitari Video-assistent: Benoît Millot AVAR: Mathieu Vernice |
| 8 juli 2025 21:00 (UTC+2) |           |         |                         | Stadion: Olympisch Stadion, Serravalle Toeschouwers: 864 Scheidsrechter: Roman Jitari Video-assistent: Benoît Millot AVAR: Mathieu Vernice |
|                           |           |         |                         | |

|                                                                                 |                       |         |                       | |
| 15 juli 2025 21:00 (UTC+2)                                                      | Zrinjski Mostar       | 2 – 1   | SS Virtus             | Stadion: Stadion pod Bijelim Brijegom, Mostar Toeschouwers: 4.600 Scheidsrechter: Visar Kastrati Video-assistent: Dardan Çaka AVAR: Alban Shala |
| 15 juli 2025 21:00 (UTC+2)                                                      | Mamić 40' Bilbija 75' | Verslag | 90+2' (pen.) Scappini | Stadion: Stadion pod Bijelim Brijegom, Mostar Toeschouwers: 4.600 Scheidsrechter: Visar Kastrati Video-assistent: Dardan Çaka AVAR: Alban Shala |
| 15 juli 2025 21:00 (UTC+2)                                                      |                       |         |                       | Stadion: Stadion pod Bijelim Brijegom, Mostar Toeschouwers: 4.600 Scheidsrechter: Visar Kastrati Video-assistent: Dardan Çaka AVAR: Alban Shala |
| 15 juli 2025 21:00 (UTC+2)                                                      |                       |         |                       | Stadion: Stadion pod Bijelim Brijegom, Mostar Toeschouwers: 4.600 Scheidsrechter: Visar Kastrati Video-assistent: Dardan Çaka AVAR: Alban Shala |
| Bijz.: Zrinjski Mostar won over twee wedstrijden met een totaalscore van 4 – 1. |                       |         |                       | |

|                           |                    |         |               | |
| 8 juli 2025 19:00 (UTC+2) | Olimpija Ljubljana | 1 – 1   | Kairat Almaty | Stadion: Stožicestadion, Ljubljana Toeschouwers: 4.877 Scheidsrechter: Christos Vergetis Video-assistent: Stefanos Koumparakis AVAR: Konstantinos Poulikidis |
| 8 juli 2025 19:00 (UTC+2) | Pinto 66'          | Verslag | 59' Satpaev   | Stadion: Stožicestadion, Ljubljana Toeschouwers: 4.877 Scheidsrechter: Christos Vergetis Video-assistent: Stefanos Koumparakis AVAR: Konstantinos Poulikidis |
| 8 juli 2025 19:00 (UTC+2) |                    |         |               | Stadion: Stožicestadion, Ljubljana Toeschouwers: 4.877 Scheidsrechter: Christos Vergetis Video-assistent: Stefanos Koumparakis AVAR: Konstantinos Poulikidis |
| 8 juli 2025 19:00 (UTC+2) |                    |         |               | Stadion: Stožicestadion, Ljubljana Toeschouwers: 4.877 Scheidsrechter: Christos Vergetis Video-assistent: Stefanos Koumparakis AVAR: Konstantinos Poulikidis |
|                           |                    |         |               | |

|                                                                               |                          |         |                    | |
| 15 juli 2025 20:00 (UTC+5) 17:00 (UTC+2)                                      | Kairat Almaty            | 2 – 0   | Olimpija Ljubljana | Stadion: Centraalstadion, Almaty Toeschouwers: 22.800 Scheidsrechter: Matteo Marchetti Video-assistent: Luca Pairetto AVAR: Rosario Abisso |
| 15 juli 2025 20:00 (UTC+5) 17:00 (UTC+2)                                      | Jorginho 5' Mrynskiy 31' | Verslag |                    | Stadion: Centraalstadion, Almaty Toeschouwers: 22.800 Scheidsrechter: Matteo Marchetti Video-assistent: Luca Pairetto AVAR: Rosario Abisso |
| 15 juli 2025 20:00 (UTC+5) 17:00 (UTC+2)                                      |                          |         |                    | Stadion: Centraalstadion, Almaty Toeschouwers: 22.800 Scheidsrechter: Matteo Marchetti Video-assistent: Luca Pairetto AVAR: Rosario Abisso |
| 15 juli 2025 20:00 (UTC+5) 17:00 (UTC+2)                                      |                          |         |                    | Stadion: Centraalstadion, Almaty Toeschouwers: 22.800 Scheidsrechter: Matteo Marchetti Video-assistent: Luca Pairetto AVAR: Rosario Abisso |
| Bijz.: Kairat Almaty won over twee wedstrijden met een totaalscore van 3 – 1. |                          |         |                    | |

|                                         |                |         |                     | |
| 8 juli 2025 20:00 (UTC+4) 18:00 (UTC+2) | FC Noah        | 1 – 0   | Budućnost Podgorica | Stadion: Stadsstadion Abovyan, Abovjan Toeschouwers: 2.905 Scheidsrechter: Volen Tsjinkov Video-assistent: Nikola Popov AVAR: Dragomir Draganov |
| 8 juli 2025 20:00 (UTC+4) 18:00 (UTC+2) | Oulad Omar 68' | Verslag |                     | Stadion: Stadsstadion Abovyan, Abovjan Toeschouwers: 2.905 Scheidsrechter: Volen Tsjinkov Video-assistent: Nikola Popov AVAR: Dragomir Draganov |
| 8 juli 2025 20:00 (UTC+4) 18:00 (UTC+2) |                |         |                     | Stadion: Stadsstadion Abovyan, Abovjan Toeschouwers: 2.905 Scheidsrechter: Volen Tsjinkov Video-assistent: Nikola Popov AVAR: Dragomir Draganov |
| 8 juli 2025 20:00 (UTC+4) 18:00 (UTC+2) |                |         |                     | Stadion: Stadsstadion Abovyan, Abovjan Toeschouwers: 2.905 Scheidsrechter: Volen Tsjinkov Video-assistent: Nikola Popov AVAR: Dragomir Draganov |
|                                         |                |         |                     | |

|                                                                         |                                             |         |                                         | |
| 15 juli 2025 21:00 (UTC+2)                                              | Budućnost Podgorica                         | 2 – 2   | FC Noah                                 | Stadion: Pod Goricomstadion, Podgorica Toeschouwers: 6.150 Scheidsrechter: Matthias Jöllenbeck Video-assistent: Benjamin Brand AVAR: Timo Gerach |
| 15 juli 2025 21:00 (UTC+2)                                              | Bulatović 15', 17' Ivanović 68' Grbić 90+1' | Verslag | 6' Oulad Omar 29' Grgić 90' (pen.) Aiás | Stadion: Pod Goricomstadion, Podgorica Toeschouwers: 6.150 Scheidsrechter: Matthias Jöllenbeck Video-assistent: Benjamin Brand AVAR: Timo Gerach |
| 15 juli 2025 21:00 (UTC+2)                                              |                                             |         |                                         | Stadion: Pod Goricomstadion, Podgorica Toeschouwers: 6.150 Scheidsrechter: Matthias Jöllenbeck Video-assistent: Benjamin Brand AVAR: Timo Gerach |
| 15 juli 2025 21:00 (UTC+2)                                              |                                             |         |                                         | Stadion: Pod Goricomstadion, Podgorica Toeschouwers: 6.150 Scheidsrechter: Matthias Jöllenbeck Video-assistent: Benjamin Brand AVAR: Timo Gerach |
| Bijz.: FC Noah won over twee wedstrijden met een totaalscore van 3 – 2. |                                             |         |                                         | |

|                           |                 |         |              | |
| 9 juli 2025 19:30 (UTC+2) | PFK Loedogorets | 1 – 0   | Dinamo Minsk | Stadion: Huvepharma Arena, Razgrad Toeschouwers: 4.522 Scheidsrechter: Christian-Petru Ciochirca Video-assistent: Alan Kijas AVAR: Josef Spurny |
| 9 juli 2025 19:30 (UTC+2) | Kaloč 87'       | Verslag |              | Stadion: Huvepharma Arena, Razgrad Toeschouwers: 4.522 Scheidsrechter: Christian-Petru Ciochirca Video-assistent: Alan Kijas AVAR: Josef Spurny |
| 9 juli 2025 19:30 (UTC+2) |                 |         |              | Stadion: Huvepharma Arena, Razgrad Toeschouwers: 4.522 Scheidsrechter: Christian-Petru Ciochirca Video-assistent: Alan Kijas AVAR: Josef Spurny |
| 9 juli 2025 19:30 (UTC+2) |                 |         |              | Stadion: Huvepharma Arena, Razgrad Toeschouwers: 4.522 Scheidsrechter: Christian-Petru Ciochirca Video-assistent: Alan Kijas AVAR: Josef Spurny |
|                           |                 |         |              | |

|                                                                                 |                           |              |                      | |
| 16 juli 2025 21:45 (UTC+3) 20:45 (UTC+2)                                        | Dinamo Minsk              | 2 – 2 (n.v.) | PFK Loedogorets      | Stadion: Stadion Mezőkövesdi Városi, Mezőkövesd Toeschouwers: 0 Scheidsrechter: Goga Kikatsjeisjvili Video-assistent: Clay Ruperti AVAR: Bakur Ninua |
| 16 juli 2025 21:45 (UTC+3) 20:45 (UTC+2)                                        | Djimet 54' Pedro Igor 62' | Verslag      | 41' Marcus 100' Bile | Stadion: Stadion Mezőkövesdi Városi, Mezőkövesd Toeschouwers: 0 Scheidsrechter: Goga Kikatsjeisjvili Video-assistent: Clay Ruperti AVAR: Bakur Ninua |
| 16 juli 2025 21:45 (UTC+3) 20:45 (UTC+2)                                        |                           |              |                      | Stadion: Stadion Mezőkövesdi Városi, Mezőkövesd Toeschouwers: 0 Scheidsrechter: Goga Kikatsjeisjvili Video-assistent: Clay Ruperti AVAR: Bakur Ninua |
| 16 juli 2025 21:45 (UTC+3) 20:45 (UTC+2)                                        |                           |              |                      | Stadion: Stadion Mezőkövesdi Városi, Mezőkövesd Toeschouwers: 0 Scheidsrechter: Goga Kikatsjeisjvili Video-assistent: Clay Ruperti AVAR: Bakur Ninua |
| Bijz.: PFK Loedogorets won over twee wedstrijden met een totaalscore van 3 – 2. |                           |              |                      | |

## Tweede kwalificatieronde
Aan de tweede kwalificatieronde namen 30 clubs deel:
- 24 teams in de kampioensroute
  - 14 winnaars van de eerste kwalificatieronde
  - 8 kampioenen van voetbalbonden 15–24, exclusief Griekenland[noot 1] en Rusland[noot 2]
  - 2 kampioenen van voetbalbonden 28 en 29[noot 1]
- 6 teams in de niet-kampioensroute
  - 6 nummers 2 van voetbalbonden 10–15

De loting vond plaats op 18 juni 2025. De heenwedstrijden werden gespeeld op 22 en 23 juli 2025, de terugwedstrijden op 29 en 30 juli 2025. De verliezende clubs stroomden door naar de derde kwalificatieronde van de UEFA Europa League.

### Potindeling
Op het moment van de loting waren de schuingedrukte clubs nog onbekend, omdat zij nog moesten spelen in de vorige ronde. Tijdens de loting werd daarom het hoogste coëfficiënt gebruikt tussen de clubs in de betreffende wedstrijd.
| Geplaatst (kampioenen) | Geplaatst (kampioenen) |
| Team                   | Coëff.                 |
| ---------------------- | ---------------------- |
| FC Kopenhagen          | 44.875                 |
| Rode Ster Belgrado     | 44.000                 |
| Ferencváros            | 39.000                 |
| Maccabi Tel Aviv       | 37.500                 |
| Slovan Bratislava      | 33.500                 |
| FK Qarabağ             | 32.000                 |
| PFK Loedogorets        | 24.000                 |
| Dynamo Kiev            | 23.500                 |
| FCSB                   | 22.500                 |
| Lech Poznań            | 19.000                 |
| Kairat Almaty          | 17.375                 |
| Malmö FF               | 14.500                 |

| Ongeplaatst (kampioenen) | Ongeplaatst (kampioenen) |
| Team                     | Coëff.                   |
| ------------------------ | ------------------------ |
| HNK Rijeka               | 12.000                   |
| Ħamrun Spartans          | 12.000                   |
| Paphos FC                | 11.125                   |
| FK RFS                   | 11.000                   |
| Zrinjski Mostar          | 10.000                   |
| Lincoln Red Imps         | 10.000                   |
| KuPS                     | 10.000                   |
| KF Shkëndija             | 09.000                   |
| KF Drita                 | 09.000                   |
| Breiðablik Kópavogur     | 09.000                   |
| Shelbourne FC            | 08.500                   |
| FC Noah                  | 08.000                   |

| Legendakleuren in de tabel                                                                 |
| Winnaars, gaan door naar de derde kwalificatieronde (kampioenen)                           |
| Uitgeschakeld, gaan naar de derde kwalificatieronde van de UEFA Europa League (kampioenen) |

| Geplaatst (niet-kampioenen) | Geplaatst (niet-kampioenen) |
| Team                        | Coëff.                      |
| --------------------------- | --------------------------- |
| Rangers FC                  | 71.250                      |
| Red Bull Salzburg           | 48.000                      |
| Viktoria Pilsen             | 39.250                      |

| Ongeplaatst (niet-kampioenen) | Ongeplaatst (niet-kampioenen) |
| Team                          | Coëff.                        |
| ----------------------------- | ----------------------------- |
| Panathinaikos FC              | 16.000                        |
| Servette FC                   | 11.500                        |
| SK Brann                      | 07.937                        |

| Legendakleuren in de tabel                                                                      |
| Winnaars, gaan door naar de derde kwalificatieronde (niet-kampioenen)                           |
| Uitgeschakeld, gaan naar de derde kwalificatieronde van de UEFA Europa League (niet-kampioenen) |

### Voorloting
Op het moment van de loting waren de schuingedrukte clubs nog onbekend, omdat zij nog moesten spelen in de vorige ronde.
| Groep 1 (kampioenen) | Groep 1 (kampioenen) |
| Geplaatst            | Ongeplaatst          |
| -------------------- | -------------------- |
| Rode Ster Belgrado   | Ħamrun Spartans      |
| Maccabi Tel Aviv     | Paphos FC            |
| Dynamo Kiev          | FK RFS               |
| Malmö FF             | Lincoln Red Imps     |

| Groep 2 (kampioenen) | Groep 2 (kampioenen) |
| Geplaatst            | Ongeplaatst          |
| -------------------- | -------------------- |
| FC Kopenhagen        | HNK Rijeka           |
| Ferencváros          | KF Drita             |
| PFK Loedogorets      | Breiðablik Kópavogur |
| Lech Poznań          | FC Noah              |

| Groep 3 (kampioenen) | Groep 3 (kampioenen) |
| Geplaatst            | Ongeplaatst          |
| -------------------- | -------------------- |
| Slovan Bratislava    | Zrinjski Mostar      |
| FK Qarabağ           | KuPS                 |
| FCSB                 | KF Shkëndija         |
| Kairat Almaty        | Shelbourne FC        |

| Niet-kampioenen   | Niet-kampioenen  |
| Geplaatst         | Ongeplaatst      |
| ----------------- | ---------------- |
| Rangers FC        | Panathinaikos FC |
| Red Bull Salzburg | Servette FC      |
| Viktoria Pilsen   | SK Brann         |

### Overzicht
Alle onderstaande uitslagen staan in het perspectief van team 1.
| Team 1              | Tot.           | Team 2               | 1e wedstr.     | 2e wedstr.     |
| Kampioensroute      | Kampioensroute | Kampioensroute       | Kampioensroute | Kampioensroute |
| ------------------- | -------------- | -------------------- | -------------- | -------------- |
| FK RFS              | 1 – 5          | Malmö FF             | 1 – 4          | 0 – 1          |
| Ħamrun Spartans     | 0 – 6          | Dynamo Kiev          | 0 – 3          | 0 – 3          |
| Paphos FC           | 2 – 1          | Maccabi Tel Aviv     | 1 – 1          | 1 – 0          |
| Lincoln Red Imps    | 1 – 6          | Rode Ster Belgrado   | 0 – 1          | 1 – 5          |
| FC Noah             | 4 – 6          | Ferencváros          | 1 – 2          | 3 – 4          |
| Lech Poznań         | 8 – 1          | Breiðablik Kópavogur | 7 – 1          | 1 – 0          |
| FC Kopenhagen       | 3 – 0          | KF Drita             | 2 – 0          | 1 – 0          |
| HNK Rijeka          | 1 – 3          | PFK Loedogorets      | 0 – 0          | 1 – 3 n.v.     |
| KF Shkëndija        | 3 – 1          | FCSB                 | 1 – 0          | 2 – 1          |
| Slovan Bratislava   | 6 – 2          | Zrinjski Mostar      | 4 – 0          | 2 – 2          |
| Shelbourne FC       | 0 – 4          | FK Qarabağ           | 0 – 3          | 0 – 1          |
| KuPS                | 2 – 3          | Kairat Almaty        | 2 – 0          | 0 – 3          |
| Niet-kampioensroute |                |                      |                |                |
| SK Brann            | 2 – 5          | Red Bull Salzburg    | 1 – 4          | 1 – 1          |
| Viktoria Pilsen     | 3 – 2          | Servette FC          | 0 – 1          | 3 – 1          |
| Rangers FC          | 3 – 1          | Panathinaikos FC     | 2 – 0          | 1 – 1          |

### Wedstrijden

#### Kampioensroute
|                                          |             |         |                                                               | |
| 22 juli 2025 20:00 (UTC+3) 19:00 (UTC+2) | FK RFS      | 1 – 4   | Malmö FF                                                      | Stadion: LNK Sporta Parks, Riga Toeschouwers: 1.674 Scheidsrechter: Miloš Milanović Video-assistent: Novak Simović AVAR: Milan Stefanović |
| 22 juli 2025 20:00 (UTC+3) 19:00 (UTC+2) | Lemajić 40' | Verslag | 13' Rosengren 35' Jansson 58' Hakšabanović 88' (pen.) Johnsen | Stadion: LNK Sporta Parks, Riga Toeschouwers: 1.674 Scheidsrechter: Miloš Milanović Video-assistent: Novak Simović AVAR: Milan Stefanović |
| 22 juli 2025 20:00 (UTC+3) 19:00 (UTC+2) |             |         |                                                               | Stadion: LNK Sporta Parks, Riga Toeschouwers: 1.674 Scheidsrechter: Miloš Milanović Video-assistent: Novak Simović AVAR: Milan Stefanović |
| 22 juli 2025 20:00 (UTC+3) 19:00 (UTC+2) |             |         |                                                               | Stadion: LNK Sporta Parks, Riga Toeschouwers: 1.674 Scheidsrechter: Miloš Milanović Video-assistent: Novak Simović AVAR: Milan Stefanović |
|                                          |             |         |                                                               | |

|                                                                          |                  |         |               | |
| 30 juli 2025 19:00 (UTC+2)                                               | Malmö FF         | 1 – 0   | FK RFS        | Stadion: Eleda Stadion, Malmö Toeschouwers: 14.225 Scheidsrechter: Joey Kooij Video-assistent: Richard Martens AVAR: Erwin Blank |
| 30 juli 2025 19:00 (UTC+2)                                               | Hakšabanović 25' | Verslag | 63' Ikaunieks | Stadion: Eleda Stadion, Malmö Toeschouwers: 14.225 Scheidsrechter: Joey Kooij Video-assistent: Richard Martens AVAR: Erwin Blank |
| 30 juli 2025 19:00 (UTC+2)                                               |                  |         |               | Stadion: Eleda Stadion, Malmö Toeschouwers: 14.225 Scheidsrechter: Joey Kooij Video-assistent: Richard Martens AVAR: Erwin Blank |
| 30 juli 2025 19:00 (UTC+2)                                               |                  |         |               | Stadion: Eleda Stadion, Malmö Toeschouwers: 14.225 Scheidsrechter: Joey Kooij Video-assistent: Richard Martens AVAR: Erwin Blank |
| Bijz.: Malmö FF won over twee wedstrijden met een totaalscore van 5 – 1. |                  |         |               | |

|                            |                 |         |                                         | |
| 22 juli 2025 19:00 (UTC+2) | Ħamrun Spartans | 0 – 3   | Dynamo Kiev                             | Stadion: Centenarystadion, Ta' Qali Toeschouwers: 1.760 Scheidsrechter: César Soto Grado Video-assistent: Valentín Gómez AVAR: Miguel Sesma Espinosa |
| 22 juli 2025 19:00 (UTC+2) |                 | Verslag | 13' Vanat 76' Boejalskyj 90+2' Voloshyn | Stadion: Centenarystadion, Ta' Qali Toeschouwers: 1.760 Scheidsrechter: César Soto Grado Video-assistent: Valentín Gómez AVAR: Miguel Sesma Espinosa |
| 22 juli 2025 19:00 (UTC+2) |                 |         |                                         | Stadion: Centenarystadion, Ta' Qali Toeschouwers: 1.760 Scheidsrechter: César Soto Grado Video-assistent: Valentín Gómez AVAR: Miguel Sesma Espinosa |
| 22 juli 2025 19:00 (UTC+2) |                 |         |                                         | Stadion: Centenarystadion, Ta' Qali Toeschouwers: 1.760 Scheidsrechter: César Soto Grado Video-assistent: Valentín Gómez AVAR: Miguel Sesma Espinosa |
|                            |                 |         |                                         | |

|                                                                             |                                    |         |                 | |
| 29 juli 2025 21:00 (UTC+3) 20:00 (UTC+2)                                    | Dynamo Kiev                        | 3 – 0   | Ħamrun Spartans | Stadion: Arena Lublin, Lublin Toeschouwers: 2.035 Scheidsrechter: Jakob Alexander Sundberg Video-assistent: Jakob Kehlet AVAR: Jonas Hansen |
| 29 juli 2025 21:00 (UTC+3) 20:00 (UTC+2)                                    | Vanat 28' Brazjko 35' Mykhavko 82' | Verslag |                 | Stadion: Arena Lublin, Lublin Toeschouwers: 2.035 Scheidsrechter: Jakob Alexander Sundberg Video-assistent: Jakob Kehlet AVAR: Jonas Hansen |
| 29 juli 2025 21:00 (UTC+3) 20:00 (UTC+2)                                    |                                    |         |                 | Stadion: Arena Lublin, Lublin Toeschouwers: 2.035 Scheidsrechter: Jakob Alexander Sundberg Video-assistent: Jakob Kehlet AVAR: Jonas Hansen |
| 29 juli 2025 21:00 (UTC+3) 20:00 (UTC+2)                                    |                                    |         |                 | Stadion: Arena Lublin, Lublin Toeschouwers: 2.035 Scheidsrechter: Jakob Alexander Sundberg Video-assistent: Jakob Kehlet AVAR: Jonas Hansen |
| Bijz.: Dynamo Kiev won over twee wedstrijden met een totaalscore van 6 – 0. |                                    |         |                 | |

|                                          |                 |         |                  | |
| 22 juli 2025 20:00 (UTC+3) 19:00 (UTC+2) | Paphos FC       | 1 – 1   | Maccabi Tel Aviv | Stadion: Limasol Arena, Kolossi Toeschouwers: 4.557 Scheidsrechter: Mykola Balakin Video-assistent: Viktor Kopiievskyi AVAR: Oleksij Derevinskyj |
| 22 juli 2025 20:00 (UTC+3) 19:00 (UTC+2) | Bassouamina 81' | Verslag | 90+10' Madmon    | Stadion: Limasol Arena, Kolossi Toeschouwers: 4.557 Scheidsrechter: Mykola Balakin Video-assistent: Viktor Kopiievskyi AVAR: Oleksij Derevinskyj |
| 22 juli 2025 20:00 (UTC+3) 19:00 (UTC+2) |                 |         |                  | Stadion: Limasol Arena, Kolossi Toeschouwers: 4.557 Scheidsrechter: Mykola Balakin Video-assistent: Viktor Kopiievskyi AVAR: Oleksij Derevinskyj |
| 22 juli 2025 20:00 (UTC+3) 19:00 (UTC+2) |                 |         |                  | Stadion: Limasol Arena, Kolossi Toeschouwers: 4.557 Scheidsrechter: Mykola Balakin Video-assistent: Viktor Kopiievskyi AVAR: Oleksij Derevinskyj |
|                                          |                 |         |                  | |

|                                                                           |                  |         |           | |
| 30 juli 2025 21:00 (UTC+2)                                                | Maccabi Tel Aviv | 0 – 1   | Paphos FC | Stadion: TSC Arena, Bačka Topola Toeschouwers: 654 Scheidsrechter: Radu Petrescu Video-assistent: Ovidiu Haţegan AVAR: Cristina Trandafir |
| 30 juli 2025 21:00 (UTC+2)                                                | Melika 30'       | Verslag | 40' Jajá  | Stadion: TSC Arena, Bačka Topola Toeschouwers: 654 Scheidsrechter: Radu Petrescu Video-assistent: Ovidiu Haţegan AVAR: Cristina Trandafir |
| 30 juli 2025 21:00 (UTC+2)                                                |                  |         |           | Stadion: TSC Arena, Bačka Topola Toeschouwers: 654 Scheidsrechter: Radu Petrescu Video-assistent: Ovidiu Haţegan AVAR: Cristina Trandafir |
| 30 juli 2025 21:00 (UTC+2)                                                |                  |         |           | Stadion: TSC Arena, Bačka Topola Toeschouwers: 654 Scheidsrechter: Radu Petrescu Video-assistent: Ovidiu Haţegan AVAR: Cristina Trandafir |
| Bijz.: Paphos FC won over twee wedstrijden met een totaalscore van 2 – 1. |                  |         |           | |

|                            |                  |         |                           | |
| 22 juli 2025 18:00 (UTC+2) | Lincoln Red Imps | 0 – 1   | Rode Ster Belgrado        | Stadion: Europa Point Stadium, Gibraltar Toeschouwers: 622 Scheidsrechter: Damian Kos Video-assistent: Pawel Malec AVAR: Wojciech Myc |
| 22 juli 2025 18:00 (UTC+2) |                  | Verslag | 30' Bruno Duarte 41' Seol | Stadion: Europa Point Stadium, Gibraltar Toeschouwers: 622 Scheidsrechter: Damian Kos Video-assistent: Pawel Malec AVAR: Wojciech Myc |
| 22 juli 2025 18:00 (UTC+2) |                  |         |                           | Stadion: Europa Point Stadium, Gibraltar Toeschouwers: 622 Scheidsrechter: Damian Kos Video-assistent: Pawel Malec AVAR: Wojciech Myc |
| 22 juli 2025 18:00 (UTC+2) |                  |         |                           | Stadion: Europa Point Stadium, Gibraltar Toeschouwers: 622 Scheidsrechter: Damian Kos Video-assistent: Pawel Malec AVAR: Wojciech Myc |
|                            |                  |         |                           | |

|                                                                                    |                                                                    |         |                             | |
| 29 juli 2025 21:00 (UTC+2)                                                         | Rode Ster Belgrado                                                 | 5 – 1   | Lincoln Red Imps            | Stadion: Rode Sterstadion, Belgrado Toeschouwers: 31.241 Scheidsrechter: António Nobre Video-assistent: Fábio Oliveira Melo AVAR: Bruno Esteves |
| 29 juli 2025 21:00 (UTC+2)                                                         | Katai 8' Ivanic 16' Bruno Duarte 37' Felício Milson 44' Ndiaye 75' | Verslag | 53' De Barr 65' (pen.) Nano | Stadion: Rode Sterstadion, Belgrado Toeschouwers: 31.241 Scheidsrechter: António Nobre Video-assistent: Fábio Oliveira Melo AVAR: Bruno Esteves |
| 29 juli 2025 21:00 (UTC+2)                                                         |                                                                    |         |                             | Stadion: Rode Sterstadion, Belgrado Toeschouwers: 31.241 Scheidsrechter: António Nobre Video-assistent: Fábio Oliveira Melo AVAR: Bruno Esteves |
| 29 juli 2025 21:00 (UTC+2)                                                         |                                                                    |         |                             | Stadion: Rode Sterstadion, Belgrado Toeschouwers: 31.241 Scheidsrechter: António Nobre Video-assistent: Fábio Oliveira Melo AVAR: Bruno Esteves |
| Bijz.: Rode Ster Belgrado won over twee wedstrijden met een totaalscore van 6 – 1. |                                                                    |         |                             | |

|                                          |                       |         |                                 | |
| 22 juli 2025 20:00 (UTC+4) 18:00 (UTC+2) | FC Noah               | 1 – 2   | Ferencváros                     | Stadion: Stadsstadion Abovyan, Abovjan Toeschouwers: 2.800 Scheidsrechter: Ricardo de Burgos Bengoetxea Video-assistent: Carlos del Cerro Grande AVAR: Pablo González Fuertes |
| 22 juli 2025 20:00 (UTC+4) 18:00 (UTC+2) | Gartenmann 36' (e.d.) | Verslag | 44' O'Dowda 49' Varga 82' Cissé | Stadion: Stadsstadion Abovyan, Abovjan Toeschouwers: 2.800 Scheidsrechter: Ricardo de Burgos Bengoetxea Video-assistent: Carlos del Cerro Grande AVAR: Pablo González Fuertes |
| 22 juli 2025 20:00 (UTC+4) 18:00 (UTC+2) |                       |         |                                 | Stadion: Stadsstadion Abovyan, Abovjan Toeschouwers: 2.800 Scheidsrechter: Ricardo de Burgos Bengoetxea Video-assistent: Carlos del Cerro Grande AVAR: Pablo González Fuertes |
| 22 juli 2025 20:00 (UTC+4) 18:00 (UTC+2) |                       |         |                                 | Stadion: Stadsstadion Abovyan, Abovjan Toeschouwers: 2.800 Scheidsrechter: Ricardo de Burgos Bengoetxea Video-assistent: Carlos del Cerro Grande AVAR: Pablo González Fuertes |
|                                          |                       |         |                                 | |

|                                                                             |                                                       |         |                                       | |
| 30 juli 2025 20:00 (UTC+2)                                                  | Ferencváros                                           | 4 – 3   | FC Noah                               | Stadion: Groupama Arena, Boedapest Toeschouwers: 17.039 Scheidsrechter: Robert Jones Video-assistent: John Brooks AVAR: Steve Meredith |
| 30 juli 2025 20:00 (UTC+2)                                                  | Pešić 1' Joseph 12' Zachariassen 52' (pen.) Varga 74' | Verslag | 7' Hélder Ferreira 22' Aiás 71' Grgić | Stadion: Groupama Arena, Boedapest Toeschouwers: 17.039 Scheidsrechter: Robert Jones Video-assistent: John Brooks AVAR: Steve Meredith |
| 30 juli 2025 20:00 (UTC+2)                                                  |                                                       |         |                                       | Stadion: Groupama Arena, Boedapest Toeschouwers: 17.039 Scheidsrechter: Robert Jones Video-assistent: John Brooks AVAR: Steve Meredith |
| 30 juli 2025 20:00 (UTC+2)                                                  |                                                       |         |                                       | Stadion: Groupama Arena, Boedapest Toeschouwers: 17.039 Scheidsrechter: Robert Jones Video-assistent: John Brooks AVAR: Steve Meredith |
| Bijz.: Ferencváros won over twee wedstrijden met een totaalscore van 6 – 4. |                                                       |         |                                       | |

|                            |                                                                                              |         |                                         | |
| 22 juli 2025 20:30 (UTC+2) | Lech Poznań                                                                                  | 7 – 1   | Breiðablik Kópavogur                    | Stadion: Stadion Miejski, Poznań Toeschouwers: 24.859 Scheidsrechter: Jasper Vergoote Video-assistent: Bert Put AVAR: Kevin Van Damme |
| 22 juli 2025 20:30 (UTC+2) | Milić 4' Ishak 37' (pen.), 45+3' (pen.), 83' (pen.) Pereira 42' Bengtsson 45+6' Jagiełło 77' | Verslag | 28' (pen.) Gunnlaugsson 32' Margeirsson | Stadion: Stadion Miejski, Poznań Toeschouwers: 24.859 Scheidsrechter: Jasper Vergoote Video-assistent: Bert Put AVAR: Kevin Van Damme |
| 22 juli 2025 20:30 (UTC+2) |                                                                                              |         |                                         | Stadion: Stadion Miejski, Poznań Toeschouwers: 24.859 Scheidsrechter: Jasper Vergoote Video-assistent: Bert Put AVAR: Kevin Van Damme |
| 22 juli 2025 20:30 (UTC+2) |                                                                                              |         |                                         | Stadion: Stadion Miejski, Poznań Toeschouwers: 24.859 Scheidsrechter: Jasper Vergoote Video-assistent: Bert Put AVAR: Kevin Van Damme |
|                            |                                                                                              |         |                                         | |

|                                                                             |                      |         |             | |
| 30 juli 2025 18:30 (UTC+0) 20:30 (UTC+2)                                    | Breiðablik Kópavogur | 0 – 1   | Lech Poznań | Stadion: Kópavogsvöllur, Kópavogur Toeschouwers: 1.471 Scheidsrechter: Adam Ladebäck Video-assistent: Jeroen Manschot AVAR: Clay Ruperti |
| 30 juli 2025 18:30 (UTC+0) 20:30 (UTC+2)                                    |                      | Verslag | 29' Ishak   | Stadion: Kópavogsvöllur, Kópavogur Toeschouwers: 1.471 Scheidsrechter: Adam Ladebäck Video-assistent: Jeroen Manschot AVAR: Clay Ruperti |
| 30 juli 2025 18:30 (UTC+0) 20:30 (UTC+2)                                    |                      |         |             | Stadion: Kópavogsvöllur, Kópavogur Toeschouwers: 1.471 Scheidsrechter: Adam Ladebäck Video-assistent: Jeroen Manschot AVAR: Clay Ruperti |
| 30 juli 2025 18:30 (UTC+0) 20:30 (UTC+2)                                    |                      |         |             | Stadion: Kópavogsvöllur, Kópavogur Toeschouwers: 1.471 Scheidsrechter: Adam Ladebäck Video-assistent: Jeroen Manschot AVAR: Clay Ruperti |
| Bijz.: Lech Poznań won over twee wedstrijden met een totaalscore van 8 – 1. |                      |         |             | |

|                            |                                 |         |          | |
| 22 juli 2025 19:00 (UTC+2) | FC Kopenhagen                   | 2 – 0   | KF Drita | Stadion: Parken, Kopenhagen Toeschouwers: 17.897 Scheidsrechter: Martin Matoša Video-assistent: Matej Jug AVAR: Roberto Ponis |
| 22 juli 2025 19:00 (UTC+2) | Mattsson 69' (pen.), 76' (pen.) | Verslag |          | Stadion: Parken, Kopenhagen Toeschouwers: 17.897 Scheidsrechter: Martin Matoša Video-assistent: Matej Jug AVAR: Roberto Ponis |
| 22 juli 2025 19:00 (UTC+2) |                                 |         |          | Stadion: Parken, Kopenhagen Toeschouwers: 17.897 Scheidsrechter: Martin Matoša Video-assistent: Matej Jug AVAR: Roberto Ponis |
| 22 juli 2025 19:00 (UTC+2) |                                 |         |          | Stadion: Parken, Kopenhagen Toeschouwers: 17.897 Scheidsrechter: Martin Matoša Video-assistent: Matej Jug AVAR: Roberto Ponis |
|                            |                                 |         |          | |

|                                                                               |           |         |               | |
| 29 juli 2025 20:00 (UTC+2)                                                    | KF Drita  | 0 – 1   | FC Kopenhagen | Stadion: Fadil Vokrristadion, Pristina Toeschouwers: 7.255 Scheidsrechter: Miguel Nogueira Video-assistent: Helder Malheiro AVAR: Luís Godinho |
| 29 juli 2025 20:00 (UTC+2)                                                    | Balaj 27' | Verslag | 42' Cornelius | Stadion: Fadil Vokrristadion, Pristina Toeschouwers: 7.255 Scheidsrechter: Miguel Nogueira Video-assistent: Helder Malheiro AVAR: Luís Godinho |
| 29 juli 2025 20:00 (UTC+2)                                                    |           |         |               | Stadion: Fadil Vokrristadion, Pristina Toeschouwers: 7.255 Scheidsrechter: Miguel Nogueira Video-assistent: Helder Malheiro AVAR: Luís Godinho |
| 29 juli 2025 20:00 (UTC+2)                                                    |           |         |               | Stadion: Fadil Vokrristadion, Pristina Toeschouwers: 7.255 Scheidsrechter: Miguel Nogueira Video-assistent: Helder Malheiro AVAR: Luís Godinho |
| Bijz.: FC Kopenhagen won over twee wedstrijden met een totaalscore van 3 – 0. |           |         |               | |

|                            |            |       |                 | |
| 22 juli 2025 20:45 (UTC+2) | HNK Rijeka | 0 – 0 | PFK Loedogorets | Stadion: Stadion Rujevica, Rijeka Toeschouwers: 7.731 Scheidsrechter: Elçin Məsiyev Video-assistent: Gianluca Aureliano AVAR: Aliyar Ağayev |
| 22 juli 2025 20:45 (UTC+2) | Verslag    |       |                 | Stadion: Stadion Rujevica, Rijeka Toeschouwers: 7.731 Scheidsrechter: Elçin Məsiyev Video-assistent: Gianluca Aureliano AVAR: Aliyar Ağayev |
| 22 juli 2025 20:45 (UTC+2) |            |       |                 | Stadion: Stadion Rujevica, Rijeka Toeschouwers: 7.731 Scheidsrechter: Elçin Məsiyev Video-assistent: Gianluca Aureliano AVAR: Aliyar Ağayev |
| 22 juli 2025 20:45 (UTC+2) |            |       |                 | Stadion: Stadion Rujevica, Rijeka Toeschouwers: 7.731 Scheidsrechter: Elçin Məsiyev Video-assistent: Gianluca Aureliano AVAR: Aliyar Ağayev |
|                            |            |       |                 | |

|                                                                                 |                                                  |              |                                   | |
| 30 juli 2025 20:30 (UTC+3) 19:30 (UTC+2)                                        | PFK Loedogorets                                  | 3 – 1 (n.v.) | HNK Rijeka                        | Stadion: Huvepharma Arena, Razgrad Toeschouwers: 6.382 Scheidsrechter: John Beaton Video-assistent: Steven McLean AVAR: Kevin Clancy |
| 30 juli 2025 20:30 (UTC+3) 19:30 (UTC+2)                                        | Piotrowski 19' (pen.) Tsjotsjev 107' Ivanov 117' | Verslag      | 71' Gojak 77' Rukavina 90+9' Fruk | Stadion: Huvepharma Arena, Razgrad Toeschouwers: 6.382 Scheidsrechter: John Beaton Video-assistent: Steven McLean AVAR: Kevin Clancy |
| 30 juli 2025 20:30 (UTC+3) 19:30 (UTC+2)                                        |                                                  |              |                                   | Stadion: Huvepharma Arena, Razgrad Toeschouwers: 6.382 Scheidsrechter: John Beaton Video-assistent: Steven McLean AVAR: Kevin Clancy |
| 30 juli 2025 20:30 (UTC+3) 19:30 (UTC+2)                                        |                                                  |              |                                   | Stadion: Huvepharma Arena, Razgrad Toeschouwers: 6.382 Scheidsrechter: John Beaton Video-assistent: Steven McLean AVAR: Kevin Clancy |
| Bijz.: PFK Loedogorets won over twee wedstrijden met een totaalscore van 3 – 1. |                                                  |              |                                   | |

|                            |                       |         |            | |
| 22 juli 2025 20:00 (UTC+2) | KF Shkëndija          | 1 – 0   | FCSB       | Stadion: Toše Proeskiarena, Skopje Toeschouwers: 4.438 Scheidsrechter: Nathan Verboomen Video-assistent: Erik Lambrechts AVAR: Ella De Vries |
| 22 juli 2025 20:00 (UTC+2) | Alhassan 65' Qaka 70' | Verslag | 79' Tănase | Stadion: Toše Proeskiarena, Skopje Toeschouwers: 4.438 Scheidsrechter: Nathan Verboomen Video-assistent: Erik Lambrechts AVAR: Ella De Vries |
| 22 juli 2025 20:00 (UTC+2) |                       |         |            | Stadion: Toše Proeskiarena, Skopje Toeschouwers: 4.438 Scheidsrechter: Nathan Verboomen Video-assistent: Erik Lambrechts AVAR: Ella De Vries |
| 22 juli 2025 20:00 (UTC+2) |                       |         |            | Stadion: Toše Proeskiarena, Skopje Toeschouwers: 4.438 Scheidsrechter: Nathan Verboomen Video-assistent: Erik Lambrechts AVAR: Ella De Vries |
|                            |                       |         |            | |

|                                                                              |             |         |                          | |
| 30 juli 2025 19:30 (UTC+2)                                                   | FCSB        | 1 – 2   | KF Shkëndija             | Stadion: Stadionul Steaua, Boekarest Toeschouwers: 32.457 Scheidsrechter: Oleksij Derevinskyj Video-assistent: Mykola Balakin AVAR: Denys Shurman |
| 30 juli 2025 19:30 (UTC+2)                                                   | Cisotti 28' | Verslag | 33' Latifi 87' Krstevski | Stadion: Stadionul Steaua, Boekarest Toeschouwers: 32.457 Scheidsrechter: Oleksij Derevinskyj Video-assistent: Mykola Balakin AVAR: Denys Shurman |
| 30 juli 2025 19:30 (UTC+2)                                                   |             |         |                          | Stadion: Stadionul Steaua, Boekarest Toeschouwers: 32.457 Scheidsrechter: Oleksij Derevinskyj Video-assistent: Mykola Balakin AVAR: Denys Shurman |
| 30 juli 2025 19:30 (UTC+2)                                                   |             |         |                          | Stadion: Stadionul Steaua, Boekarest Toeschouwers: 32.457 Scheidsrechter: Oleksij Derevinskyj Video-assistent: Mykola Balakin AVAR: Denys Shurman |
| Bijz.: KF Shkëndija won over twee wedstrijden met een totaalscore van 3 – 1. |             |         |                          | |

|                            |                                                          |         |                 | |
| 22 juli 2025 20:15 (UTC+2) | Slovan Bratislava                                        | 4 – 0   | Zrinjski Mostar | Stadion: Národný futbalový štadión, Bratislava Toeschouwers: 18.257 Scheidsrechter: Jérémie Pignard Video-assistent: Nicolas Rainville AVAR: Marc Bollengier |
| 22 juli 2025 20:15 (UTC+2) | Barseghyan 40' Strelec 42' Tolić 62' Koecharevytsj 90+3' | Verslag |                 | Stadion: Národný futbalový štadión, Bratislava Toeschouwers: 18.257 Scheidsrechter: Jérémie Pignard Video-assistent: Nicolas Rainville AVAR: Marc Bollengier |
| 22 juli 2025 20:15 (UTC+2) |                                                          |         |                 | Stadion: Národný futbalový štadión, Bratislava Toeschouwers: 18.257 Scheidsrechter: Jérémie Pignard Video-assistent: Nicolas Rainville AVAR: Marc Bollengier |
| 22 juli 2025 20:15 (UTC+2) |                                                          |         |                 | Stadion: Národný futbalový štadión, Bratislava Toeschouwers: 18.257 Scheidsrechter: Jérémie Pignard Video-assistent: Nicolas Rainville AVAR: Marc Bollengier |
|                            |                                                          |         |                 | |

|                                                                                   |                                |         |                   | |
| 29 juli 2025 21:00 (UTC+2)                                                        | Zrinjski Mostar                | 2 – 2   | Slovan Bratislava | Stadion: Stadion pod Bijelim Brijegom, Mostar Toeschouwers: 4.100 Scheidsrechter: Arda Kardeşler Video-assistent: Onur Özütoprak AVAR: Erkan Engin |
| 29 juli 2025 21:00 (UTC+2)                                                        | Bilbija 72' (pen.) Pranjić 76' | Verslag | 80', 87' Strelec  | Stadion: Stadion pod Bijelim Brijegom, Mostar Toeschouwers: 4.100 Scheidsrechter: Arda Kardeşler Video-assistent: Onur Özütoprak AVAR: Erkan Engin |
| 29 juli 2025 21:00 (UTC+2)                                                        |                                |         |                   | Stadion: Stadion pod Bijelim Brijegom, Mostar Toeschouwers: 4.100 Scheidsrechter: Arda Kardeşler Video-assistent: Onur Özütoprak AVAR: Erkan Engin |
| 29 juli 2025 21:00 (UTC+2)                                                        |                                |         |                   | Stadion: Stadion pod Bijelim Brijegom, Mostar Toeschouwers: 4.100 Scheidsrechter: Arda Kardeşler Video-assistent: Onur Özütoprak AVAR: Erkan Engin |
| Bijz.: Slovan Bratislava won over twee wedstrijden met een totaalscore van 6 – 2. |                                |         |                   | |

|                                          |               |         |                                                 | |
| 23 juli 2025 19:45 (UTC+1) 20:45 (UTC+2) | Shelbourne FC | 0 – 3   | FK Qarabağ                                      | Stadion: Tolka Park, Dublin Toeschouwers: 3.650 Scheidsrechter: Ante Čulina Video-assistent: Mario Zebec AVAR: Tihomir Pejin |
| 23 juli 2025 19:45 (UTC+1) 20:45 (UTC+2) |               | Verslag | 13' Leandro Andrade 81' Kashchuk 85' Akhundzade | Stadion: Tolka Park, Dublin Toeschouwers: 3.650 Scheidsrechter: Ante Čulina Video-assistent: Mario Zebec AVAR: Tihomir Pejin |
| 23 juli 2025 19:45 (UTC+1) 20:45 (UTC+2) |               |         |                                                 | Stadion: Tolka Park, Dublin Toeschouwers: 3.650 Scheidsrechter: Ante Čulina Video-assistent: Mario Zebec AVAR: Tihomir Pejin |
| 23 juli 2025 19:45 (UTC+1) 20:45 (UTC+2) |               |         |                                                 | Stadion: Tolka Park, Dublin Toeschouwers: 3.650 Scheidsrechter: Ante Čulina Video-assistent: Mario Zebec AVAR: Tihomir Pejin |
|                                          |               |         |                                                 | |

|                                                                            |                                   |         |               | |
| 30 juli 2025 20:00 (UTC+4) 18:00 (UTC+2)                                   | FK Qarabağ                        | 1 – 0   | Shelbourne FC | Stadion: Tofikh Bakhramovstadion, Bakoe Toeschouwers: 25.573 Scheidsrechter: Andrea Colombo Video-assistent: Daniele Doveri AVAR: Daniele Paterna |
| 30 juli 2025 20:00 (UTC+4) 18:00 (UTC+2)                                   | Martin 44' (e.d.) Kady 68' (pen.) | Verslag |               | Stadion: Tofikh Bakhramovstadion, Bakoe Toeschouwers: 25.573 Scheidsrechter: Andrea Colombo Video-assistent: Daniele Doveri AVAR: Daniele Paterna |
| 30 juli 2025 20:00 (UTC+4) 18:00 (UTC+2)                                   |                                   |         |               | Stadion: Tofikh Bakhramovstadion, Bakoe Toeschouwers: 25.573 Scheidsrechter: Andrea Colombo Video-assistent: Daniele Doveri AVAR: Daniele Paterna |
| 30 juli 2025 20:00 (UTC+4) 18:00 (UTC+2)                                   |                                   |         |               | Stadion: Tofikh Bakhramovstadion, Bakoe Toeschouwers: 25.573 Scheidsrechter: Andrea Colombo Video-assistent: Daniele Doveri AVAR: Daniele Paterna |
| Bijz.: FK Qarabağ won over twee wedstrijden met een totaalscore van 4 – 0. |                                   |         |               | |

|                                          |                       |         |               | |
| 22 juli 2025 18:00 (UTC+3) 17:00 (UTC+2) | KuPS                  | 2 – 0   | Kairat Almaty | Stadion: Kuopiostadion, Kuopio Toeschouwers: 2.912 Scheidsrechter: Alejandro Muñiz Ruiz Video-assistent: Javier Iglesias Villanueva AVAR: Daniel Trujillo Suárez |
| 22 juli 2025 18:00 (UTC+3) 17:00 (UTC+2) | Toure 49' Oksanen 71' | Verslag |               | Stadion: Kuopiostadion, Kuopio Toeschouwers: 2.912 Scheidsrechter: Alejandro Muñiz Ruiz Video-assistent: Javier Iglesias Villanueva AVAR: Daniel Trujillo Suárez |
| 22 juli 2025 18:00 (UTC+3) 17:00 (UTC+2) |                       |         |               | Stadion: Kuopiostadion, Kuopio Toeschouwers: 2.912 Scheidsrechter: Alejandro Muñiz Ruiz Video-assistent: Javier Iglesias Villanueva AVAR: Daniel Trujillo Suárez |
| 22 juli 2025 18:00 (UTC+3) 17:00 (UTC+2) |                       |         |               | Stadion: Kuopiostadion, Kuopio Toeschouwers: 2.912 Scheidsrechter: Alejandro Muñiz Ruiz Video-assistent: Javier Iglesias Villanueva AVAR: Daniel Trujillo Suárez |
|                                          |                       |         |               | |

|                                                                               |                                                  |         |      | |
| 29 juli 2025 20:00 (UTC+3) 19:00 (UTC+2)                                      | Kairat Almaty                                    | 3 – 0   | KuPS | Stadion: Centraalstadion, Almaty Toeschouwers: 22.800 Scheidsrechter: Radoslav Gidzhenov Video-assistent: Dragomir Draganov AVAR: Nikola Popov |
| 29 juli 2025 20:00 (UTC+3) 19:00 (UTC+2)                                      | Satpayev 9' Jorginho 29' Gromyko 43' Zaria 45+1' | Verslag |      | Stadion: Centraalstadion, Almaty Toeschouwers: 22.800 Scheidsrechter: Radoslav Gidzhenov Video-assistent: Dragomir Draganov AVAR: Nikola Popov |
| 29 juli 2025 20:00 (UTC+3) 19:00 (UTC+2)                                      |                                                  |         |      | Stadion: Centraalstadion, Almaty Toeschouwers: 22.800 Scheidsrechter: Radoslav Gidzhenov Video-assistent: Dragomir Draganov AVAR: Nikola Popov |
| 29 juli 2025 20:00 (UTC+3) 19:00 (UTC+2)                                      |                                                  |         |      | Stadion: Centraalstadion, Almaty Toeschouwers: 22.800 Scheidsrechter: Radoslav Gidzhenov Video-assistent: Dragomir Draganov AVAR: Nikola Popov |
| Bijz.: Kairat Almaty won over twee wedstrijden met een totaalscore van 3 – 2. |                                                  |         |      | |

#### Niet-kampioensroute
|                            |               |         |                                                           | |
| 23 juli 2025 19:00 (UTC+2) | SK Brann      | 1 – 4   | Red Bull Salzburg                                         | Stadion: Brannstadion, Bergen Toeschouwers: 14.587 Scheidsrechter: Damian Sylwestrzak Video-assistent: Piotr Lasyk AVAR: Kornel Paszkiewicz |
| 23 juli 2025 19:00 (UTC+2) | Magnússon 20' | Verslag | 58' Nene 61' Onisiwo 87' Vertessen 90+2' (pen.) Kjærgaard | Stadion: Brannstadion, Bergen Toeschouwers: 14.587 Scheidsrechter: Damian Sylwestrzak Video-assistent: Piotr Lasyk AVAR: Kornel Paszkiewicz |
| 23 juli 2025 19:00 (UTC+2) |               |         |                                                           | Stadion: Brannstadion, Bergen Toeschouwers: 14.587 Scheidsrechter: Damian Sylwestrzak Video-assistent: Piotr Lasyk AVAR: Kornel Paszkiewicz |
| 23 juli 2025 19:00 (UTC+2) |               |         |                                                           | Stadion: Brannstadion, Bergen Toeschouwers: 14.587 Scheidsrechter: Damian Sylwestrzak Video-assistent: Piotr Lasyk AVAR: Kornel Paszkiewicz |
|                            |               |         |                                                           | |

|                                                                                   |                   |         |            | |
| 30 juli 2025 20:45 (UTC+2)                                                        | Red Bull Salzburg | 1 – 1   | SK Brann   | Stadion: Red Bull Arena, Salzburg Toeschouwers: 11.949 Scheidsrechter: Rade Obrenovič Video-assistent: Asmir Sagrković AVAR: Dragoslav Perič |
| 30 juli 2025 20:45 (UTC+2)                                                        | Kjærgaard 6'      | Verslag | 3' Kornvig | Stadion: Red Bull Arena, Salzburg Toeschouwers: 11.949 Scheidsrechter: Rade Obrenovič Video-assistent: Asmir Sagrković AVAR: Dragoslav Perič |
| 30 juli 2025 20:45 (UTC+2)                                                        |                   |         |            | Stadion: Red Bull Arena, Salzburg Toeschouwers: 11.949 Scheidsrechter: Rade Obrenovič Video-assistent: Asmir Sagrković AVAR: Dragoslav Perič |
| 30 juli 2025 20:45 (UTC+2)                                                        |                   |         |            | Stadion: Red Bull Arena, Salzburg Toeschouwers: 11.949 Scheidsrechter: Rade Obrenovič Video-assistent: Asmir Sagrković AVAR: Dragoslav Perič |
| Bijz.: Red Bull Salzburg won over twee wedstrijden met een totaalscore van 5 – 2. |                   |         |            | |

|                            |                 |         |             | |
| 22 juli 2025 19:00 (UTC+2) | Viktoria Pilsen | 0 – 1   | Servette FC | Stadion: Stadion města Plzně, Pilsen Toeschouwers: 11.055 Scheidsrechter: Nikola Dabanović Video-assistent: Clay Ruperti AVAR: Jeroen Manschot |
| 22 juli 2025 19:00 (UTC+2) |                 | Verslag | 13' Mráz    | Stadion: Stadion města Plzně, Pilsen Toeschouwers: 11.055 Scheidsrechter: Nikola Dabanović Video-assistent: Clay Ruperti AVAR: Jeroen Manschot |
| 22 juli 2025 19:00 (UTC+2) |                 |         |             | Stadion: Stadion města Plzně, Pilsen Toeschouwers: 11.055 Scheidsrechter: Nikola Dabanović Video-assistent: Clay Ruperti AVAR: Jeroen Manschot |
| 22 juli 2025 19:00 (UTC+2) |                 |         |             | Stadion: Stadion města Plzně, Pilsen Toeschouwers: 11.055 Scheidsrechter: Nikola Dabanović Video-assistent: Clay Ruperti AVAR: Jeroen Manschot |
|                            |                 |         |             | |

|                                                                                 |                             |         |                                                         | |
| 30 juli 2025 21:00 (UTC+2)                                                      | Servette FC                 | 1 – 3   | Viktoria Pilsen                                         | Stadion: Stade de Genève, Lancy Toeschouwers: 11.716 Scheidsrechter: Alejandro Muñiz Ruiz Video-assistent: Javier Iglesias Villanueva AVAR: Daniel Trujillo Suárez |
| 30 juli 2025 21:00 (UTC+2)                                                      | Antunes 4' Severin 26', 69' | Verslag | 29' Spáčil 31' Vydra 66' Zeljković 87' (pen.) Durosinmi | Stadion: Stade de Genève, Lancy Toeschouwers: 11.716 Scheidsrechter: Alejandro Muñiz Ruiz Video-assistent: Javier Iglesias Villanueva AVAR: Daniel Trujillo Suárez |
| 30 juli 2025 21:00 (UTC+2)                                                      |                             |         |                                                         | Stadion: Stade de Genève, Lancy Toeschouwers: 11.716 Scheidsrechter: Alejandro Muñiz Ruiz Video-assistent: Javier Iglesias Villanueva AVAR: Daniel Trujillo Suárez |
| 30 juli 2025 21:00 (UTC+2)                                                      |                             |         |                                                         | Stadion: Stade de Genève, Lancy Toeschouwers: 11.716 Scheidsrechter: Alejandro Muñiz Ruiz Video-assistent: Javier Iglesias Villanueva AVAR: Daniel Trujillo Suárez |
| Bijz.: Viktoria Pilsen won over twee wedstrijden met een totaalscore van 3 – 2. |                             |         |                                                         | |

|                                          |                        |         |                      | |
| 22 juli 2025 19:45 (UTC+1) 20:45 (UTC+2) | Rangers FC             | 2 – 0   | Panathinaikos FC     | Stadion: Ibrox Stadium, Glasgow Toeschouwers: 49.548 Scheidsrechter: Donatas Rumšas Video-assistent: Bastian Dankert AVAR: Donatas Šimenas |
| 22 juli 2025 19:45 (UTC+1) 20:45 (UTC+2) | Curtis 52' Gassama 78' | Verslag | 23', 58' Vagiannidis | Stadion: Ibrox Stadium, Glasgow Toeschouwers: 49.548 Scheidsrechter: Donatas Rumšas Video-assistent: Bastian Dankert AVAR: Donatas Šimenas |
| 22 juli 2025 19:45 (UTC+1) 20:45 (UTC+2) |                        |         |                      | Stadion: Ibrox Stadium, Glasgow Toeschouwers: 49.548 Scheidsrechter: Donatas Rumšas Video-assistent: Bastian Dankert AVAR: Donatas Šimenas |
| 22 juli 2025 19:45 (UTC+1) 20:45 (UTC+2) |                        |         |                      | Stadion: Ibrox Stadium, Glasgow Toeschouwers: 49.548 Scheidsrechter: Donatas Rumšas Video-assistent: Bastian Dankert AVAR: Donatas Šimenas |
|                                          |                        |         |                      | |

|                                                                            |                  |         |             | |
| 30 juli 2025 21:00 (UTC+3) 20:00 (UTC+2)                                   | Panathinaikos FC | 1 – 1   | Rangers FC  | Stadion: Olympisch Stadion Spyridon Louis, Amarousio Toeschouwers: 36.121 Scheidsrechter: Simone Sozza Video-assistent: Valerio Marini AVAR: Rosario Abisso |
| 30 juli 2025 21:00 (UTC+3) 20:00 (UTC+2)                                   | Đuričić 54'      | Verslag | 60' Gassama | Stadion: Olympisch Stadion Spyridon Louis, Amarousio Toeschouwers: 36.121 Scheidsrechter: Simone Sozza Video-assistent: Valerio Marini AVAR: Rosario Abisso |
| 30 juli 2025 21:00 (UTC+3) 20:00 (UTC+2)                                   |                  |         |             | Stadion: Olympisch Stadion Spyridon Louis, Amarousio Toeschouwers: 36.121 Scheidsrechter: Simone Sozza Video-assistent: Valerio Marini AVAR: Rosario Abisso |
| 30 juli 2025 21:00 (UTC+3) 20:00 (UTC+2)                                   |                  |         |             | Stadion: Olympisch Stadion Spyridon Louis, Amarousio Toeschouwers: 36.121 Scheidsrechter: Simone Sozza Video-assistent: Valerio Marini AVAR: Rosario Abisso |
| Bijz.: Rangers FC won over twee wedstrijden met een totaalscore van 3 – 1. |                  |         |             | |

## Derde kwalificatieronde
Aan de derde kwalificatieronde namen 20 clubs deel:
- 12 teams in de kampioensroute
  - 12 winnaars van de tweede kwalificatieronde
- 8 teams in de niet-kampioensroute
  - 3 winnaars van de tweede kwalificatieronde
  - 3 nummers 2 van voetbalbonden 7–9
  - 1 nummer 3 van voetbalbond 6
  - 1 nummer 4 van voetbalbond 5

De loting vond plaats op 21 juli 2025. De heenwedstrijden werden gespeeld op 5 en 6 augustus 2025, de terugwedstrijden op 12 augustus 2025. De verliezende clubs van de kampioensroute stroomden door naar de play-offronde van de UEFA Europa League, terwijl de verliezende clubs van de niet-kampioensroute doorstroomden naar het hoofdtoernooi van de UEFA Europa League.

### Potindeling
Op het moment van de loting waren de schuingedrukte clubs nog onbekend, omdat zij nog moesten spelen in de vorige ronde. Tijdens de loting werd daarom het hoogste coëfficiënt gebruikt tussen de clubs in de betreffende wedstrijd.
| Geplaatst (kampioenen) | Geplaatst (kampioenen) |
| Team                   | Coëff.                 |
| ---------------------- | ---------------------- |
| FC Kopenhagen          | 44.875                 |
| Rode Ster Belgrado     | 44.000                 |
| Ferencvárosi TC        | 39.000                 |
| Paphos FC              | 37.500                 |
| Slovan Bratislava      | 33.500                 |
| FK Qarabağ             | 32.000                 |

| Ongeplaatst (kampioenen) | Ongeplaatst (kampioenen) |
| Team                     | Coëff.                   |
| ------------------------ | ------------------------ |
| PFK Loedogorets          | 24.000                   |
| FC Dynamo Kiev           | 23.500                   |
| KF Shkëndija             | 22.500                   |
| Lech Poznań              | 19.000                   |
| Malmö FF                 | 14.500                   |
| Kairat Almaty            | 10.000                   |

| Legendakleuren in de tabel                                          |
| Winnaars, gaan door naar de play-offronde (kampioenen)              |
| Uitgeschakeld, gaan naar de play-offronde van de UEFA Europa League |

| Geplaatst (niet-kampioenen) | Geplaatst (niet-kampioenen) |
| Team                        | Coëff.                      |
| --------------------------- | --------------------------- |
| SL Benfica                  | 87.750                      |
| Club Brugge                 | 71.750                      |
| Rangers FC                  | 71.250                      |
| Feyenoord                   | 71.000                      |

| Ongeplaatst (niet-kampioenen) | Ongeplaatst (niet-kampioenen) |
| Team                          | Coëff.                        |
| ----------------------------- | ----------------------------- |
| Red Bull Salzburg             | 48.000                        |
| Fenerbahçe SK                 | 47.250                        |
| FC Viktoria Pilsen            | 39.250                        |
| OGC Nice                      | 20.000                        |

| Legendakleuren in de tabel                                           |
| Winnaars, gaan door naar de play-offronde (niet-kampioenen)          |
| Uitgeschakeld, gaan naar het hoofdtoernooi van de UEFA Europa League |

### Voorloting
Op het moment van de loting waren de schuingedrukte clubs nog onbekend, omdat zij nog moesten spelen in de vorige ronde.
| Groep 1 (niet-kampioenen) | Groep 1 (niet-kampioenen) |
| Geplaatst                 | Ongeplaatst               |
| ------------------------- | ------------------------- |
| FC Kopenhagen             | Lech Poznań               |
| Rode Ster Belgrado        | Malmö FF                  |
| Slovan Bratislava         | Kairat Almaty             |

| Groep 2 (niet-kampioenen) | Groep 2 (niet-kampioenen) |
| Geplaatst                 | Ongeplaatst               |
| ------------------------- | ------------------------- |
| Ferencvárosi TC           | PFK Loedogorets           |
| Paphos FC                 | FC Dynamo Kiev            |
| FK Qarabağ                | KF Shkëndija              |

| Groep 1 (niet-kampioenen) | Groep 1 (niet-kampioenen) |
| Geplaatst                 | Ongeplaatst               |
| ------------------------- | ------------------------- |
| SL Benfica                | Red Bull Salzburg         |
| Club Brugge               | Fenerbahçe SK             |
| Rangers FC                | Viktoria Pilsen           |
| Feyenoord                 | OGC Nice                  |

### Overzicht
Alle onderstaande uitslagen staan in het perspectief van team 1.
| Team 1              | Tot.             | Team 2             | 1e wedstr.     | 2e wedstr.     |
| Kampioensroute      | Kampioensroute   | Kampioensroute     | Kampioensroute | Kampioensroute |
| ------------------- | ---------------- | ------------------ | -------------- | -------------- |
| Malmö FF            | 0 – 5            | FC Kopenhagen      | 0 – 0          | 0 – 5          |
| Kairat Almaty       | 1 – 1 (4–3 pen.) | Slovan Bratislava  | 1 – 0          | 0 – 1 n.v.     |
| Lech Poznań         | 2 – 4            | Rode Ster Belgrado | 1 – 3          | 1 – 1          |
| PFK Loedogorets     | 0 – 3            | Ferencvárosi TC    | 0 – 0          | 0 – 3          |
| FC Dynamo Kiev      | 0 – 3            | Paphos FC          | 0 – 1          | 0 – 2          |
| KF Shkëndija        | 1 – 6            | FK Qarabağ         | 0 – 1          | 1 – 5          |
| Niet-kampioensroute |                  |                    |                |                |
| Red Bull Salzburg   | 2 – 4            | Club Brugge        | 0 – 1          | 2 – 3          |
| Rangers FC          | 4 – 2            | FC Viktoria Pilsen | 3 – 0          | 1 – 2          |
| OGC Nice            | 0 – 4            | SL Benfica         | 0 – 2          | 0 – 2          |
| Feyenoord           | 4 – 6            | Fenerbahçe SK      | 2 – 1          | 2 – 5          |

### Wedstrijden

#### Kampioensroute
|                               |          |       |               | |
| 5 augustus 2025 19:00 (UTC+2) | Malmö FF | 0 – 0 | FC Kopenhagen | Stadion: Eleda Stadion, Malmö Toeschouwers: 20.175 Scheidsrechter: João Pinheiro Video-assistent: Tiago Martins AVAR: Bruno Esteves |
| 5 augustus 2025 19:00 (UTC+2) | Verslag  |       |               | Stadion: Eleda Stadion, Malmö Toeschouwers: 20.175 Scheidsrechter: João Pinheiro Video-assistent: Tiago Martins AVAR: Bruno Esteves |
| 5 augustus 2025 19:00 (UTC+2) |          |       |               | Stadion: Eleda Stadion, Malmö Toeschouwers: 20.175 Scheidsrechter: João Pinheiro Video-assistent: Tiago Martins AVAR: Bruno Esteves |
| 5 augustus 2025 19:00 (UTC+2) |          |       |               | Stadion: Eleda Stadion, Malmö Toeschouwers: 20.175 Scheidsrechter: João Pinheiro Video-assistent: Tiago Martins AVAR: Bruno Esteves |
|                               |          |       |               | |

|                                                                               |                                                          |         |          | |
| 12 augustus 2025 19:00 (UTC+2)                                                | FC Kopenhagen                                            | 5 – 0   | Malmö FF | Stadion: Telia Parken, Kopenhagen Toeschouwers: 34.233 Scheidsrechter: José María Sánchez Martínez Video-assistent: Carlos del Cerro Grande AVAR: Alejandro Muñiz Ruiz |
| 12 augustus 2025 19:00 (UTC+2)                                                | Huescas 31' Robert 43', 69' Elyounoussi 51' Mattsson 67' | Verslag |          | Stadion: Telia Parken, Kopenhagen Toeschouwers: 34.233 Scheidsrechter: José María Sánchez Martínez Video-assistent: Carlos del Cerro Grande AVAR: Alejandro Muñiz Ruiz |
| 12 augustus 2025 19:00 (UTC+2)                                                |                                                          |         |          | Stadion: Telia Parken, Kopenhagen Toeschouwers: 34.233 Scheidsrechter: José María Sánchez Martínez Video-assistent: Carlos del Cerro Grande AVAR: Alejandro Muñiz Ruiz |
| 12 augustus 2025 19:00 (UTC+2)                                                |                                                          |         |          | Stadion: Telia Parken, Kopenhagen Toeschouwers: 34.233 Scheidsrechter: José María Sánchez Martínez Video-assistent: Carlos del Cerro Grande AVAR: Alejandro Muñiz Ruiz |
| Bijz.: FC Kopenhagen won over twee wedstrijden met een totaalscore van 5 – 0. |                                                          |         |          | |

|                                             |                     |         |                   | |
| 6 augustus 2025 20:00 (UTC+5) 17:00 (UTC+2) | Kairat Almaty       | 1 – 0   | Slovan Bratislava | Stadion: Centraalstadion, Almaty Toeschouwers: 22.800 Scheidsrechter: Serdar Gözübüyük Video-assistent: Pol van Boekel AVAR: Erwin Blank |
| 6 augustus 2025 20:00 (UTC+5) 17:00 (UTC+2) | Satpayev 90' (pen.) | Verslag | 51', 65' Ibrahim  | Stadion: Centraalstadion, Almaty Toeschouwers: 22.800 Scheidsrechter: Serdar Gözübüyük Video-assistent: Pol van Boekel AVAR: Erwin Blank |
| 6 augustus 2025 20:00 (UTC+5) 17:00 (UTC+2) |                     |         |                   | Stadion: Centraalstadion, Almaty Toeschouwers: 22.800 Scheidsrechter: Serdar Gözübüyük Video-assistent: Pol van Boekel AVAR: Erwin Blank |
| 6 augustus 2025 20:00 (UTC+5) 17:00 (UTC+2) |                     |         |                   | Stadion: Centraalstadion, Almaty Toeschouwers: 22.800 Scheidsrechter: Serdar Gözübüyük Video-assistent: Pol van Boekel AVAR: Erwin Blank |
|                                             |                     |         |                   | |

| |                                                 |                         |                                                  | |
| 12 augustus 2025 20:15 (UTC+2)                                                                                               | Slovan Bratislava                               | 1 – 0 (n.v.) 3 – 4 pen. | Kairat Almaty                                    | Stadion: Národný futbalový štadión, Bratislava Toeschouwers: 21.005 Scheidsrechter: Benoît Bastien Video-assistent: Benoît Millot AVAR: Jérémie Pignard |
| 12 augustus 2025 20:15 (UTC+2)                                                                                               | Mak 30' Weiss 120+1'                            | Verslag                 |                                                  | Stadion: Národný futbalový štadión, Bratislava Toeschouwers: 21.005 Scheidsrechter: Benoît Bastien Video-assistent: Benoît Millot AVAR: Jérémie Pignard |
| 12 augustus 2025 20:15 (UTC+2)                                                                                               | Strafschoppen                                   |                         |                                                  | Stadion: Národný futbalový štadión, Bratislava Toeschouwers: 21.005 Scheidsrechter: Benoît Bastien Video-assistent: Benoît Millot AVAR: Jérémie Pignard |
| 12 augustus 2025 20:15 (UTC+2)                                                                                               | Tolić Pokorny Koecharevytsj Mustafić Barseghyan |                         | Gromyko Martynovitsj Ricardinho Sorokin Jorginho | Stadion: Národný futbalový štadión, Bratislava Toeschouwers: 21.005 Scheidsrechter: Benoît Bastien Video-assistent: Benoît Millot AVAR: Jérémie Pignard |
| Bijz.: Kairat Almaty speelde over twee wedstrijden gelijk met een totaalscore van 1 – 1, maar won de penaltyserie met 4 – 3. |                                                 |                         |                                                  | |

|                               |             |         |                                 | |
| 6 augustus 2025 20:30 (UTC+2) | Lech Poznań | 1 – 3   | Rode Ster Belgrado              | Stadion: Stadion Miejski, Poznań Toeschouwers: 39.743 Scheidsrechter: Tobias Stieler Video-assistent: Christian Dingert AVAR: Johann Pfeifer |
| 6 augustus 2025 20:30 (UTC+2) | Ishak 34'   | Verslag | 9', 51' Krunić 73' Bruno Duarte | Stadion: Stadion Miejski, Poznań Toeschouwers: 39.743 Scheidsrechter: Tobias Stieler Video-assistent: Christian Dingert AVAR: Johann Pfeifer |
| 6 augustus 2025 20:30 (UTC+2) |             |         |                                 | Stadion: Stadion Miejski, Poznań Toeschouwers: 39.743 Scheidsrechter: Tobias Stieler Video-assistent: Christian Dingert AVAR: Johann Pfeifer |
| 6 augustus 2025 20:30 (UTC+2) |             |         |                                 | Stadion: Stadion Miejski, Poznań Toeschouwers: 39.743 Scheidsrechter: Tobias Stieler Video-assistent: Christian Dingert AVAR: Johann Pfeifer |
|                               |             |         |                                 | |

|                                                                                    |                                  |         |             | |
| 12 augustus 2025 21:00 (UTC+2)                                                     | Rode Ster Belgrado               | 1 – 1   | Lech Poznań | Stadion: Rajko Mitićstadion, Belgrado Toeschouwers: 45.371 Scheidsrechter: François Letexier Video-assistent: Willy Delajod AVAR: Marc Bollengier |
| 12 augustus 2025 21:00 (UTC+2)                                                     | Ndiaye 45+1' (pen.) Rodrigão 56' | Verslag | 90+3' Ishak | Stadion: Rajko Mitićstadion, Belgrado Toeschouwers: 45.371 Scheidsrechter: François Letexier Video-assistent: Willy Delajod AVAR: Marc Bollengier |
| 12 augustus 2025 21:00 (UTC+2)                                                     |                                  |         |             | Stadion: Rajko Mitićstadion, Belgrado Toeschouwers: 45.371 Scheidsrechter: François Letexier Video-assistent: Willy Delajod AVAR: Marc Bollengier |
| 12 augustus 2025 21:00 (UTC+2)                                                     |                                  |         |             | Stadion: Rajko Mitićstadion, Belgrado Toeschouwers: 45.371 Scheidsrechter: François Letexier Video-assistent: Willy Delajod AVAR: Marc Bollengier |
| Bijz.: Rode Ster Belgrado won over twee wedstrijden met een totaalscore van 4 – 2. |                                  |         |             | |

|                                             |                 |       |                 | |
| 6 augustus 2025 20:30 (UTC+3) 19:30 (UTC+2) | PFK Loedogorets | 0 – 0 | Ferencvárosi TC | Stadion: Huvepharma Arena, Razgrad Toeschouwers: 6.746 Scheidsrechter: Espen Eskås Video-assistent: Dennis Higler AVAR: Mohammad Usman Aslam |
| 6 augustus 2025 20:30 (UTC+3) 19:30 (UTC+2) | Verslag         |       |                 | Stadion: Huvepharma Arena, Razgrad Toeschouwers: 6.746 Scheidsrechter: Espen Eskås Video-assistent: Dennis Higler AVAR: Mohammad Usman Aslam |
| 6 augustus 2025 20:30 (UTC+3) 19:30 (UTC+2) |                 |       |                 | Stadion: Huvepharma Arena, Razgrad Toeschouwers: 6.746 Scheidsrechter: Espen Eskås Video-assistent: Dennis Higler AVAR: Mohammad Usman Aslam |
| 6 augustus 2025 20:30 (UTC+3) 19:30 (UTC+2) |                 |       |                 | Stadion: Huvepharma Arena, Razgrad Toeschouwers: 6.746 Scheidsrechter: Espen Eskås Video-assistent: Dennis Higler AVAR: Mohammad Usman Aslam |
|                                             |                 |       |                 | |

|                                                                             |                           |         |                 | |
| 12 augustus 2025 20:15 (UTC+2)                                              | Ferencvárosi TC           | 3 – 0   | PFK Loedogorets | Stadion: Groupama Arena, Boedapest Toeschouwers: 19.111 Scheidsrechter: Alejandro Hernández Video-assistent: César Soto Grado AVAR: Daniel Trujillo Suárez |
| 12 augustus 2025 20:15 (UTC+2)                                              | Varga 38', 79' Szalai 86' | Verslag |                 | Stadion: Groupama Arena, Boedapest Toeschouwers: 19.111 Scheidsrechter: Alejandro Hernández Video-assistent: César Soto Grado AVAR: Daniel Trujillo Suárez |
| 12 augustus 2025 20:15 (UTC+2)                                              |                           |         |                 | Stadion: Groupama Arena, Boedapest Toeschouwers: 19.111 Scheidsrechter: Alejandro Hernández Video-assistent: César Soto Grado AVAR: Daniel Trujillo Suárez |
| 12 augustus 2025 20:15 (UTC+2)                                              |                           |         |                 | Stadion: Groupama Arena, Boedapest Toeschouwers: 19.111 Scheidsrechter: Alejandro Hernández Video-assistent: César Soto Grado AVAR: Daniel Trujillo Suárez |
| Bijz.: Ferencváros won over twee wedstrijden met een totaalscore van 3 – 0. |                           |         |                 | |

|                                             |             |         |              | |
| 5 augustus 2025 21:00 (UTC+3) 20:00 (UTC+2) | Dynamo Kiev | 0 – 1   | Paphos FC    | Stadion: Arena Lublin, Lublin Toeschouwers: 2.020 Scheidsrechter: Sandro Schärer Video-assistent: Fedayi San AVAR: Johannes von Mandach |
| 5 augustus 2025 21:00 (UTC+3) 20:00 (UTC+2) |             | Verslag | 84' Anderson | Stadion: Arena Lublin, Lublin Toeschouwers: 2.020 Scheidsrechter: Sandro Schärer Video-assistent: Fedayi San AVAR: Johannes von Mandach |
| 5 augustus 2025 21:00 (UTC+3) 20:00 (UTC+2) |             |         |              | Stadion: Arena Lublin, Lublin Toeschouwers: 2.020 Scheidsrechter: Sandro Schärer Video-assistent: Fedayi San AVAR: Johannes von Mandach |
| 5 augustus 2025 21:00 (UTC+3) 20:00 (UTC+2) |             |         |              | Stadion: Arena Lublin, Lublin Toeschouwers: 2.020 Scheidsrechter: Sandro Schärer Video-assistent: Fedayi San AVAR: Johannes von Mandach |
|                                             |             |         |              | |

|                                                                           |                      |         |             | |
| 12 augustus 2025 20:00 (UTC+3) 19:00 (UTC+2)                              | Paphos FC            | 2 – 0   | Dynamo Kiev | Stadion: Limasol Arena, Kolossi Toeschouwers: 7.601 Scheidsrechter: Davide Massa Video-assistent: Marco Di Bello AVAR: Valerio Marini |
| 12 augustus 2025 20:00 (UTC+3) 19:00 (UTC+2)                              | Oršić 2' Correia 55' | Verslag |             | Stadion: Limasol Arena, Kolossi Toeschouwers: 7.601 Scheidsrechter: Davide Massa Video-assistent: Marco Di Bello AVAR: Valerio Marini |
| 12 augustus 2025 20:00 (UTC+3) 19:00 (UTC+2)                              |                      |         |             | Stadion: Limasol Arena, Kolossi Toeschouwers: 7.601 Scheidsrechter: Davide Massa Video-assistent: Marco Di Bello AVAR: Valerio Marini |
| 12 augustus 2025 20:00 (UTC+3) 19:00 (UTC+2)                              |                      |         |             | Stadion: Limasol Arena, Kolossi Toeschouwers: 7.601 Scheidsrechter: Davide Massa Video-assistent: Marco Di Bello AVAR: Valerio Marini |
| Bijz.: Paphos FC won over twee wedstrijden met een totaalscore van 3 – 0. |                      |         |             | |

|                               |              |         |                     | |
| 5 augustus 2025 20:00 (UTC+2) | KF Shkëndija | 0 – 1   | FK Qarabağ          | Stadion: Toše Proeskiarena, Skopje Toeschouwers: 15.930 Scheidsrechter: Ivan Kružliak Video-assistent: Michal Očenáš AVAR: Boris Marhefka |
| 5 augustus 2025 20:00 (UTC+2) |              | Verslag | 18' (pen.) Bayramov | Stadion: Toše Proeskiarena, Skopje Toeschouwers: 15.930 Scheidsrechter: Ivan Kružliak Video-assistent: Michal Očenáš AVAR: Boris Marhefka |
| 5 augustus 2025 20:00 (UTC+2) |              |         |                     | Stadion: Toše Proeskiarena, Skopje Toeschouwers: 15.930 Scheidsrechter: Ivan Kružliak Video-assistent: Michal Očenáš AVAR: Boris Marhefka |
| 5 augustus 2025 20:00 (UTC+2) |              |         |                     | Stadion: Toše Proeskiarena, Skopje Toeschouwers: 15.930 Scheidsrechter: Ivan Kružliak Video-assistent: Michal Očenáš AVAR: Boris Marhefka |
|                               |              |         |                     | |

|                                                                            |                                                                                 |         |              | |
| 12 augustus 2025 20:00 (UTC+4) 18:00 (UTC+2)                               | FK Qarabağ                                                                      | 5 – 1   | KF Shkëndija | Stadion: Tofikh Bakhramovstadion, Bakoe Toeschouwers: 30.252 Scheidsrechter: Danny Makkelie Video-assistent: Dennis Higler AVAR: Richard Martens |
| 12 augustus 2025 20:00 (UTC+4) 18:00 (UTC+2)                               | Cake 16' (e.d.) Kady 18' Akhundzade 33' Janković 35' (pen.) Leandro Andrade 59' | Verslag | 10' Tamba    | Stadion: Tofikh Bakhramovstadion, Bakoe Toeschouwers: 30.252 Scheidsrechter: Danny Makkelie Video-assistent: Dennis Higler AVAR: Richard Martens |
| 12 augustus 2025 20:00 (UTC+4) 18:00 (UTC+2)                               |                                                                                 |         |              | Stadion: Tofikh Bakhramovstadion, Bakoe Toeschouwers: 30.252 Scheidsrechter: Danny Makkelie Video-assistent: Dennis Higler AVAR: Richard Martens |
| 12 augustus 2025 20:00 (UTC+4) 18:00 (UTC+2)                               |                                                                                 |         |              | Stadion: Tofikh Bakhramovstadion, Bakoe Toeschouwers: 30.252 Scheidsrechter: Danny Makkelie Video-assistent: Dennis Higler AVAR: Richard Martens |
| Bijz.: FK Qarabağ won over twee wedstrijden met een totaalscore van 6 – 1. |                                                                                 |         |              | |

#### Niet-kampioensroute
|                               |                   |         |             | |
| 6 augustus 2025 19:00 (UTC+2) | Red Bull Salzburg | 0 – 1   | Club Brugge | Stadion: Red Bull Arena, Salzburg Toeschouwers: 12.782 Scheidsrechter: Srđan Jovanović Video-assistent: Momčilo Marković AVAR: Jelena Cvetković |
| 6 augustus 2025 19:00 (UTC+2) |                   | Verslag | 75' Vermant | Stadion: Red Bull Arena, Salzburg Toeschouwers: 12.782 Scheidsrechter: Srđan Jovanović Video-assistent: Momčilo Marković AVAR: Jelena Cvetković |
| 6 augustus 2025 19:00 (UTC+2) |                   |         |             | Stadion: Red Bull Arena, Salzburg Toeschouwers: 12.782 Scheidsrechter: Srđan Jovanović Video-assistent: Momčilo Marković AVAR: Jelena Cvetković |
| 6 augustus 2025 19:00 (UTC+2) |                   |         |             | Stadion: Red Bull Arena, Salzburg Toeschouwers: 12.782 Scheidsrechter: Srđan Jovanović Video-assistent: Momčilo Marković AVAR: Jelena Cvetković |
|                               |                   |         |             | |

|                                                                             |                                  |         |                          | |
| 12 augustus 2025 19:30 (UTC+2)                                              | Club Brugge                      | 3 – 2   | Red Bull Salzburg        | Stadion: Jan Breydelstadion, Brugge Toeschouwers: 23.736 Scheidsrechter: Irfan Peljto Video-assistent: Jarred Gillett AVAR: Peter Bankes |
| 12 augustus 2025 19:30 (UTC+2)                                              | Seys 61' Forbs 83' Vanaken 90+4' | Verslag | 18' Rasmussen 43' Baidoo | Stadion: Jan Breydelstadion, Brugge Toeschouwers: 23.736 Scheidsrechter: Irfan Peljto Video-assistent: Jarred Gillett AVAR: Peter Bankes |
| 12 augustus 2025 19:30 (UTC+2)                                              |                                  |         |                          | Stadion: Jan Breydelstadion, Brugge Toeschouwers: 23.736 Scheidsrechter: Irfan Peljto Video-assistent: Jarred Gillett AVAR: Peter Bankes |
| 12 augustus 2025 19:30 (UTC+2)                                              |                                  |         |                          | Stadion: Jan Breydelstadion, Brugge Toeschouwers: 23.736 Scheidsrechter: Irfan Peljto Video-assistent: Jarred Gillett AVAR: Peter Bankes |
| Bijz.: Club Brugge won over twee wedstrijden met een totaalscore van 4 – 2. |                                  |         |                          | |

|                                             |                                     |         |                    | |
| 5 augustus 2025 19:45 (UTC+1) 20:45 (UTC+2) | Rangers FC                          | 3 – 0   | FC Viktoria Pilsen | Stadion: Ibrox Stadium, Glasgow Toeschouwers: 45.730 Scheidsrechter: Clément Turpin Video-assistent: Willy Delajod AVAR: Nicolas Rainville |
| 5 augustus 2025 19:45 (UTC+1) 20:45 (UTC+2) | Gassama 15', 51' Dessers 45' (pen.) | Verslag |                    | Stadion: Ibrox Stadium, Glasgow Toeschouwers: 45.730 Scheidsrechter: Clément Turpin Video-assistent: Willy Delajod AVAR: Nicolas Rainville |
| 5 augustus 2025 19:45 (UTC+1) 20:45 (UTC+2) |                                     |         |                    | Stadion: Ibrox Stadium, Glasgow Toeschouwers: 45.730 Scheidsrechter: Clément Turpin Video-assistent: Willy Delajod AVAR: Nicolas Rainville |
| 5 augustus 2025 19:45 (UTC+1) 20:45 (UTC+2) |                                     |         |                    | Stadion: Ibrox Stadium, Glasgow Toeschouwers: 45.730 Scheidsrechter: Clément Turpin Video-assistent: Willy Delajod AVAR: Nicolas Rainville |
|                                             |                                     |         |                    | |

|                                                                            |                            |         |             | |
| 12 augustus 2025 19:00 (UTC+2)                                             | FC Viktoria Pilsen         | 2 – 1   | Rangers FC  | Stadion: Stadion města Plzně, Pilsen Toeschouwers: 11.341 Scheidsrechter: Szymon Marciniak Video-assistent: Piotr Lasyk AVAR: Wojciech Myc |
| 12 augustus 2025 19:00 (UTC+2)                                             | Durosinmi 41' Marković 83' | Verslag | 61' Cameron | Stadion: Stadion města Plzně, Pilsen Toeschouwers: 11.341 Scheidsrechter: Szymon Marciniak Video-assistent: Piotr Lasyk AVAR: Wojciech Myc |
| 12 augustus 2025 19:00 (UTC+2)                                             |                            |         |             | Stadion: Stadion města Plzně, Pilsen Toeschouwers: 11.341 Scheidsrechter: Szymon Marciniak Video-assistent: Piotr Lasyk AVAR: Wojciech Myc |
| 12 augustus 2025 19:00 (UTC+2)                                             |                            |         |             | Stadion: Stadion města Plzně, Pilsen Toeschouwers: 11.341 Scheidsrechter: Szymon Marciniak Video-assistent: Piotr Lasyk AVAR: Wojciech Myc |
| Bijz.: Rangers FC won over twee wedstrijden met een totaalscore van 4 – 2. |                            |         |             | |

|                               |          |         |                             | |
| 6 augustus 2025 21:00 (UTC+2) | OGC Nice | 0 – 2   | SL Benfica                  | Stadion: Allianz Riviera, Nice Toeschouwers: 26.433 Scheidsrechter: Michael Oliver Video-assistent: Jarred Gillett AVAR: Peter Bankes |
| 6 augustus 2025 21:00 (UTC+2) |          | Verslag | 53' Ivanović 88' Florentino | Stadion: Allianz Riviera, Nice Toeschouwers: 26.433 Scheidsrechter: Michael Oliver Video-assistent: Jarred Gillett AVAR: Peter Bankes |
| 6 augustus 2025 21:00 (UTC+2) |          |         |                             | Stadion: Allianz Riviera, Nice Toeschouwers: 26.433 Scheidsrechter: Michael Oliver Video-assistent: Jarred Gillett AVAR: Peter Bankes |
| 6 augustus 2025 21:00 (UTC+2) |          |         |                             | Stadion: Allianz Riviera, Nice Toeschouwers: 26.433 Scheidsrechter: Michael Oliver Video-assistent: Jarred Gillett AVAR: Peter Bankes |
|                               |          |         |                             | |

|                                                                            |                             |         |          | |
| 12 augustus 2025 21:00 (UTC+2)                                             | SL Benfica                  | 2 – 0   | OGC Nice | Stadion: Estádio da Luz, Lissabon Toeschouwers: 64.511 Scheidsrechter: Marco Guida Video-assistent: Aleandro Di Paolo AVAR: Michael Fabbri |
| 12 augustus 2025 21:00 (UTC+2)                                             | Aursnes 19' Schjelderup 27' | Verslag |          | Stadion: Estádio da Luz, Lissabon Toeschouwers: 64.511 Scheidsrechter: Marco Guida Video-assistent: Aleandro Di Paolo AVAR: Michael Fabbri |
| 12 augustus 2025 21:00 (UTC+2)                                             |                             |         |          | Stadion: Estádio da Luz, Lissabon Toeschouwers: 64.511 Scheidsrechter: Marco Guida Video-assistent: Aleandro Di Paolo AVAR: Michael Fabbri |
| 12 augustus 2025 21:00 (UTC+2)                                             |                             |         |          | Stadion: Estádio da Luz, Lissabon Toeschouwers: 64.511 Scheidsrechter: Marco Guida Video-assistent: Aleandro Di Paolo AVAR: Michael Fabbri |
| Bijz.: SL Benfica won over twee wedstrijden met een totaalscore van 4 – 0. |                             |         |          | |

|                               |                              |         |               | |
| 6 augustus 2025 21:00 (UTC+2) | Feyenoord                    | 2 – 1   | Fenerbahçe SK | Stadion: Stadion Feijenoord, Rotterdam Toeschouwers: 42.180 Scheidsrechter: Glenn Nyberg Video-assistent: Carlos del Cerro Grande AVAR: Juan Martínez Munuera |
| 6 augustus 2025 21:00 (UTC+2) | Timber 19' Hadj Moussa 90+1' | Verslag | 86' Amrabat   | Stadion: Stadion Feijenoord, Rotterdam Toeschouwers: 42.180 Scheidsrechter: Glenn Nyberg Video-assistent: Carlos del Cerro Grande AVAR: Juan Martínez Munuera |
| 6 augustus 2025 21:00 (UTC+2) |                              |         |               | Stadion: Stadion Feijenoord, Rotterdam Toeschouwers: 42.180 Scheidsrechter: Glenn Nyberg Video-assistent: Carlos del Cerro Grande AVAR: Juan Martínez Munuera |
| 6 augustus 2025 21:00 (UTC+2) |                              |         |               | Stadion: Stadion Feijenoord, Rotterdam Toeschouwers: 42.180 Scheidsrechter: Glenn Nyberg Video-assistent: Carlos del Cerro Grande AVAR: Juan Martínez Munuera |
|                               |                              |         |               | |

|                                                                               |                                                            |         |                   | |
| 12 augustus 2025 20:00 (UTC+3) 19:00 (UTC+2)                                  | Fenerbahçe SK                                              | 5 – 2   | Feyenoord         | Stadion: Şükrü Saracoğlustadion, Istanbul Toeschouwers: 39.497 Scheidsrechter: István Kovács Video-assistent: Daniele Chiffi AVAR: Luca Pairetto |
| 12 augustus 2025 20:00 (UTC+3) 19:00 (UTC+2)                                  | Brown 44' Durán 45+2' Fred 55' En-Nesyri 83' Talisca 90+6' | Verslag | 41', 89' Watanabe | Stadion: Şükrü Saracoğlustadion, Istanbul Toeschouwers: 39.497 Scheidsrechter: István Kovács Video-assistent: Daniele Chiffi AVAR: Luca Pairetto |
| 12 augustus 2025 20:00 (UTC+3) 19:00 (UTC+2)                                  |                                                            |         |                   | Stadion: Şükrü Saracoğlustadion, Istanbul Toeschouwers: 39.497 Scheidsrechter: István Kovács Video-assistent: Daniele Chiffi AVAR: Luca Pairetto |
| 12 augustus 2025 20:00 (UTC+3) 19:00 (UTC+2)                                  |                                                            |         |                   | Stadion: Şükrü Saracoğlustadion, Istanbul Toeschouwers: 39.497 Scheidsrechter: István Kovács Video-assistent: Daniele Chiffi AVAR: Luca Pairetto |
| Bijz.: Fenerbahçe SK won over twee wedstrijden met een totaalscore van 6 – 4. |                                                            |         |                   | |

## Play-offronde
Aan de play-offronde nemen 14 clubs deel:
- 10 teams in de kampioensroute
  - 6 winnaars van de derde kwalificatieronde
  - 4 kampioenen van voetbalbonden 11–14
- 4 teams in de niet-kampioensroute
  - 4 winnaars van de derde kwalificatieronde

De loting vond plaats op 4 augustus 2025. De heenwedstrijden worden gespeeld op 19 en 20 augustus 2025, de terugwedstrijden op 26 en 27 augustus 2025. De verliezende clubs stromen door naar het hoofdtoernooi van de UEFA Europa League.

### Potindeling
Op het moment van de loting waren de schuingedrukte clubs nog onbekend, omdat zij nog moesten spelen in de vorige ronde. Tijdens de loting werd daarom het hoogste coëfficiënt gebruikt tussen de clubs in de betreffende wedstrijd.
| Geplaatst (kampioenen) | Geplaatst (kampioenen) |
| Team                   | Coëff.                 |
| ---------------------- | ---------------------- |
| FK Bodø/Glimt          | 49.000                 |
| FC Kopenhagen          | 44.875                 |
| Rode Ster Belgrado     | 44.000                 |
| Ferencvárosi TC        | 39.000                 |
| Celtic FC              | 38.000                 |

| Ongeplaatst (kampioenen) | Ongeplaatst (kampioenen) |
| Team                     | Coëff.                   |
| ------------------------ | ------------------------ |
| Kairat Almaty            | 33.500                   |
| FC Basel                 | 33.000                   |
| FK Qarabağ               | 32.000                   |
| Paphos FC                | 23.500                   |
| SK Sturm Graz            | 23.000                   |

| Geplaatst (niet-kampioenen) | Geplaatst (niet-kampioenen) |
| Team                        | Coëff.                      |
| --------------------------- | --------------------------- |
| SL Benfica                  | 87.750                      |
| Club Brugge                 | 71.750                      |

| Ongeplaatst (niet-kampioenen) | Ongeplaatst (niet-kampioenen) |
| Team                          | Coëff.                        |
| ----------------------------- | ----------------------------- |
| Rangers FC                    | 71.250                        |
| Fenerbahçe SK                 | 71.000                        |

### Overzicht
| Team 1              | Tot.           | Team 2         | 1e wedstr.     | 2e wedstr.     |
| Kampioensroute      | Kampioensroute | Kampioensroute | Kampioensroute | Kampioensroute |
| ------------------- | -------------- | -------------- | -------------- | -------------- |
| Ferencvárosi TC     | 1              | FK Qarabağ     | 1 – 3          | 27 aug         |
| Rode Ster Belgrado  | 2              | Paphos FC      | 1 – 2          | 26 aug         |
| FK Bodø/Glimt       | 3              | SK Sturm Graz  | 20 aug         | 26 aug         |
| Celtic FC           | 4              | Kairat Almaty  | 20 aug         | 26 aug         |
| FC Basel            | 5              | FC Kopenhagen  | 20 aug         | 27 aug         |
| Niet-kampioensroute |                |                |                |                |
| Fenerbahçe SK       | 1              | SL Benfica     | 20 aug         | 27 aug         |
| Rangers FC          | 2              | Club Brugge    | 1 – 3          | 27 aug         |

### Wedstrijden

#### Kampioensroute
|                                |                 |         |                                      | |
| 19 augustus 2025 21:00 (UTC+2) | Ferencvárosi TC | 1 – 3   | FK Qarabağ                           | Stadion: Groupama Arena, Boedapest Toeschouwers: 19.675 Scheidsrechter: João Pinheiro Video-assistent: Tiago Martins AVAR: Fábio Oliveira Melo |
| 19 augustus 2025 21:00 (UTC+2) | Varga 29'       | Verslag | 50' Janković 67' Medina 85' Gurbanli | Stadion: Groupama Arena, Boedapest Toeschouwers: 19.675 Scheidsrechter: João Pinheiro Video-assistent: Tiago Martins AVAR: Fábio Oliveira Melo |
| 19 augustus 2025 21:00 (UTC+2) |                 |         |                                      | Stadion: Groupama Arena, Boedapest Toeschouwers: 19.675 Scheidsrechter: João Pinheiro Video-assistent: Tiago Martins AVAR: Fábio Oliveira Melo |
| 19 augustus 2025 21:00 (UTC+2) |                 |         |                                      | Stadion: Groupama Arena, Boedapest Toeschouwers: 19.675 Scheidsrechter: João Pinheiro Video-assistent: Tiago Martins AVAR: Fábio Oliveira Melo |
|                                |                 |         |                                      | |

|                                              |            |   |                 |                                         |
| 27 augustus 2025 20:45 (UTC+4) 18:45 (UTC+2) | FK Qarabağ | v | Ferencvárosi TC | Stadion: Tofikh Bakhramovstadion, Bakoe |
| 27 augustus 2025 20:45 (UTC+4) 18:45 (UTC+2) | Verslag    |   |                 | Stadion: Tofikh Bakhramovstadion, Bakoe |
| 27 augustus 2025 20:45 (UTC+4) 18:45 (UTC+2) |            |   |                 | Stadion: Tofikh Bakhramovstadion, Bakoe |
| 27 augustus 2025 20:45 (UTC+4) 18:45 (UTC+2) |            |   |                 | Stadion: Tofikh Bakhramovstadion, Bakoe |
|                                              |            |   |                 |                                         |

|                                |                              |         |                            | |
| 19 augustus 2025 21:00 (UTC+2) | Rode Ster Belgrado           | 1 – 2   | Paphos FC                  | Stadion: Rode Sterstadion, Belgrado Toeschouwers: 43.411 Scheidsrechter: Alejandro Hernández Video-assistent: Carlos del Cerro Grande AVAR: Valentín Gómez |
| 19 augustus 2025 21:00 (UTC+2) | Bruno Duarte 58' (pen.), 58' | Verslag | 1' Correia 52' (pen.) Pêpê | Stadion: Rode Sterstadion, Belgrado Toeschouwers: 43.411 Scheidsrechter: Alejandro Hernández Video-assistent: Carlos del Cerro Grande AVAR: Valentín Gómez |
| 19 augustus 2025 21:00 (UTC+2) |                              |         |                            | Stadion: Rode Sterstadion, Belgrado Toeschouwers: 43.411 Scheidsrechter: Alejandro Hernández Video-assistent: Carlos del Cerro Grande AVAR: Valentín Gómez |
| 19 augustus 2025 21:00 (UTC+2) |                              |         |                            | Stadion: Rode Sterstadion, Belgrado Toeschouwers: 43.411 Scheidsrechter: Alejandro Hernández Video-assistent: Carlos del Cerro Grande AVAR: Valentín Gómez |
|                                |                              |         |                            | |

|                                              |           |   |                    |                                 |
| 26 augustus 2025 22:00 (UTC+3) 21:00 (UTC+2) | Paphos FC | v | Rode Ster Belgrado | Stadion: Limasol Arena, Kolossi |
| 26 augustus 2025 22:00 (UTC+3) 21:00 (UTC+2) | Verslag   |   |                    | Stadion: Limasol Arena, Kolossi |
| 26 augustus 2025 22:00 (UTC+3) 21:00 (UTC+2) |           |   |                    | Stadion: Limasol Arena, Kolossi |
| 26 augustus 2025 22:00 (UTC+3) 21:00 (UTC+2) |           |   |                    | Stadion: Limasol Arena, Kolossi |
|                                              |           |   |                    |                                 |

|                                |               |   |               | |
| 20 augustus 2025 21:00 (UTC+2) | FK Bodø/Glimt | v | SK Sturm Graz | Stadion: Aspmyrastadion, Bodø Scheidsrechter: Sandro Schärer Video-assistent: Bram Van Driessche AVAR: Lionel Tschudi |
| 20 augustus 2025 21:00 (UTC+2) | Verslag       |   |               | Stadion: Aspmyrastadion, Bodø Scheidsrechter: Sandro Schärer Video-assistent: Bram Van Driessche AVAR: Lionel Tschudi |
| 20 augustus 2025 21:00 (UTC+2) |               |   |               | Stadion: Aspmyrastadion, Bodø Scheidsrechter: Sandro Schärer Video-assistent: Bram Van Driessche AVAR: Lionel Tschudi |
| 20 augustus 2025 21:00 (UTC+2) |               |   |               | Stadion: Aspmyrastadion, Bodø Scheidsrechter: Sandro Schärer Video-assistent: Bram Van Driessche AVAR: Lionel Tschudi |
|                                |               |   |               | |

|                                |               |   |               |                             |
| 26 augustus 2025 21:00 (UTC+2) | SK Sturm Graz | v | FK Bodø/Glimt | Stadion: Merkur Arena, Graz |
| 26 augustus 2025 21:00 (UTC+2) | Verslag       |   |               | Stadion: Merkur Arena, Graz |
| 26 augustus 2025 21:00 (UTC+2) |               |   |               | Stadion: Merkur Arena, Graz |
| 26 augustus 2025 21:00 (UTC+2) |               |   |               | Stadion: Merkur Arena, Graz |
|                                |               |   |               |                             |

|                                              |           |   |               | |
| 20 augustus 2025 20:00 (UTC+1) 21:00 (UTC+2) | Celtic FC | v | Kairat Almaty | Stadion: Celtic Park, Glasgow Scheidsrechter: Espen Eskås Video-assistent: Dennis Higler AVAR: Erwin Blank |
| 20 augustus 2025 20:00 (UTC+1) 21:00 (UTC+2) | Verslag   |   |               | Stadion: Celtic Park, Glasgow Scheidsrechter: Espen Eskås Video-assistent: Dennis Higler AVAR: Erwin Blank |
| 20 augustus 2025 20:00 (UTC+1) 21:00 (UTC+2) |           |   |               | Stadion: Celtic Park, Glasgow Scheidsrechter: Espen Eskås Video-assistent: Dennis Higler AVAR: Erwin Blank |
| 20 augustus 2025 20:00 (UTC+1) 21:00 (UTC+2) |           |   |               | Stadion: Celtic Park, Glasgow Scheidsrechter: Espen Eskås Video-assistent: Dennis Higler AVAR: Erwin Blank |
|                                              |           |   |               | |

|                                              |               |   |           |                                  |
| 26 augustus 2025 20:45 (UTC+4) 18:45 (UTC+2) | Kairat Almaty | v | Celtic FC | Stadion: Centraalstadion, Almaty |
| 26 augustus 2025 20:45 (UTC+4) 18:45 (UTC+2) | Verslag       |   |           | Stadion: Centraalstadion, Almaty |
| 26 augustus 2025 20:45 (UTC+4) 18:45 (UTC+2) |               |   |           | Stadion: Centraalstadion, Almaty |
| 26 augustus 2025 20:45 (UTC+4) 18:45 (UTC+2) |               |   |           | Stadion: Centraalstadion, Almaty |
|                                              |               |   |           |                                  |

|                                |          |   |               | |
| 20 augustus 2025 21:00 (UTC+2) | FC Basel | v | FC Kopenhagen | Stadion: St. Jakob-Park, Bazel Scheidsrechter: Anthony Taylor Video-assistent: Jarred Gillett AVAR: Peter Bankes |
| 20 augustus 2025 21:00 (UTC+2) | Verslag  |   |               | Stadion: St. Jakob-Park, Bazel Scheidsrechter: Anthony Taylor Video-assistent: Jarred Gillett AVAR: Peter Bankes |
| 20 augustus 2025 21:00 (UTC+2) |          |   |               | Stadion: St. Jakob-Park, Bazel Scheidsrechter: Anthony Taylor Video-assistent: Jarred Gillett AVAR: Peter Bankes |
| 20 augustus 2025 21:00 (UTC+2) |          |   |               | Stadion: St. Jakob-Park, Bazel Scheidsrechter: Anthony Taylor Video-assistent: Jarred Gillett AVAR: Peter Bankes |
|                                |          |   |               | |

|                                |               |   |          |                             |
| 27 augustus 2025 21:00 (UTC+2) | FC Kopenhagen | v | FC Basel | Stadion: Parken, Kopenhagen |
| 27 augustus 2025 21:00 (UTC+2) | Verslag       |   |          | Stadion: Parken, Kopenhagen |
| 27 augustus 2025 21:00 (UTC+2) |               |   |          | Stadion: Parken, Kopenhagen |
| 27 augustus 2025 21:00 (UTC+2) |               |   |          | Stadion: Parken, Kopenhagen |
|                                |               |   |          |                             |

#### Niet-kampioensroute
|                                              |               |   |            | |
| 20 augustus 2025 22:00 (UTC+3) 21:00 (UTC+2) | Fenerbahçe SK | v | SL Benfica | Stadion: Şükrü Saracoğlustadion, Istanbul Scheidsrechter: Daniel Siebert Video-assistent: Christian Dingert AVAR: Johann Pfeifer |
| 20 augustus 2025 22:00 (UTC+3) 21:00 (UTC+2) | Verslag       |   |            | Stadion: Şükrü Saracoğlustadion, Istanbul Scheidsrechter: Daniel Siebert Video-assistent: Christian Dingert AVAR: Johann Pfeifer |
| 20 augustus 2025 22:00 (UTC+3) 21:00 (UTC+2) |               |   |            | Stadion: Şükrü Saracoğlustadion, Istanbul Scheidsrechter: Daniel Siebert Video-assistent: Christian Dingert AVAR: Johann Pfeifer |
| 20 augustus 2025 22:00 (UTC+3) 21:00 (UTC+2) |               |   |            | Stadion: Şükrü Saracoğlustadion, Istanbul Scheidsrechter: Daniel Siebert Video-assistent: Christian Dingert AVAR: Johann Pfeifer |
|                                              |               |   |            | |

|                                |            |   |               | |
| 27 augustus 2025 21:00 (UTC+2) | SL Benfica | v | Fenerbahçe SK | Stadion: Estádio da Luz, Lissabon Scheidsrechter: Daniel Siebert Video-assistent: Christian Dingert AVAR: Johann Pfeifer |
| 27 augustus 2025 21:00 (UTC+2) | Verslag    |   |               | Stadion: Estádio da Luz, Lissabon Scheidsrechter: Daniel Siebert Video-assistent: Christian Dingert AVAR: Johann Pfeifer |
| 27 augustus 2025 21:00 (UTC+2) |            |   |               | Stadion: Estádio da Luz, Lissabon Scheidsrechter: Daniel Siebert Video-assistent: Christian Dingert AVAR: Johann Pfeifer |
| 27 augustus 2025 21:00 (UTC+2) |            |   |               | Stadion: Estádio da Luz, Lissabon Scheidsrechter: Daniel Siebert Video-assistent: Christian Dingert AVAR: Johann Pfeifer |
|                                |            |   |               | |

|                                              |            |         |                                    | |
| 19 augustus 2025 20:00 (UTC+3) 19:00 (UTC+2) | Rangers FC | 1 – 3   | Club Brugge                        | Stadion: Ibrox Stadium, Glasgow Toeschouwers: 43.731 Scheidsrechter: François Letexier Video-assistent: Willy Delajod AVAR: Bastien Dechepy |
| 19 augustus 2025 20:00 (UTC+3) 19:00 (UTC+2) | Danilo 50' | Verslag | 3' Vermant 7' Spileers 20' Mechele | Stadion: Ibrox Stadium, Glasgow Toeschouwers: 43.731 Scheidsrechter: François Letexier Video-assistent: Willy Delajod AVAR: Bastien Dechepy |
| 19 augustus 2025 20:00 (UTC+3) 19:00 (UTC+2) |            |         |                                    | Stadion: Ibrox Stadium, Glasgow Toeschouwers: 43.731 Scheidsrechter: François Letexier Video-assistent: Willy Delajod AVAR: Bastien Dechepy |
| 19 augustus 2025 20:00 (UTC+3) 19:00 (UTC+2) |            |         |                                    | Stadion: Ibrox Stadium, Glasgow Toeschouwers: 43.731 Scheidsrechter: François Letexier Video-assistent: Willy Delajod AVAR: Bastien Dechepy |
|                                              |            |         |                                    | |

|                                |             |   |            |                                     |
| 27 augustus 2025 21:00 (UTC+2) | Club Brugge | v | Rangers FC | Stadion: Jan Breydelstadion, Brugge |
| 27 augustus 2025 21:00 (UTC+2) | Verslag     |   |            | Stadion: Jan Breydelstadion, Brugge |
| 27 augustus 2025 21:00 (UTC+2) |             |   |            | Stadion: Jan Breydelstadion, Brugge |
| 27 augustus 2025 21:00 (UTC+2) |             |   |            | Stadion: Jan Breydelstadion, Brugge |
|                                |             |   |            |                                     |